# 大牟田4人殺害事件
- 大牟田4人殺害・死体遺棄事件[1]
- 大牟田4人殺害・遺棄事件[2]

大牟田4人殺害事件（おおむたよにんさつがいじけん）は、2004年（平成16年）9月16日と同月18日に日本の福岡県大牟田市で発生した連続殺人・死体遺棄事件。
2004年9月18日、暴力団組長の男K1（事件当時60歳）とその妻K2（同45歳）、そして彼らの息子2人（長男K3〈同23歳〉・次男K4〈同20歳〉）の親子4人が、知人の女性A1（事件当時58歳）と彼女の長男A2（同18歳）、そしてA2の友人だった少年B（当時17歳）の計3人を殺害し、遺体を載せた軽自動車を「馬沖橋」（座標）付近から諏訪川に遺棄した。また、K3・K4兄弟はこれに先んじて同月16日、A1の次男A3（同15歳）を「馬沖橋」から諏訪川へ投げ込んで殺害していた。9月21日にA3の遺体が発見されたことで事件が発覚し、残る3人 (A1・A2・B) の遺体も同所付近に沈められた軽自動車の車内から発見された。A1は無登録の貸金業を経営しており、K2らがその債務者からの取り立てを代行していた。
犯人一家4人 (K1・K2・K3・K4) はいずれも刑事裁判で強盗殺人・殺人・死体遺棄などの罪に問われ、2011年（平成23年）に最高裁で死刑判決が確定した。一家4人が揃って死刑判決を受けたこと、また一連の犯行で4人の死刑が確定したことは異例とされているが、死刑確定から約14年が経過した2025年（令和7年）3月時点でも4人の死刑は執行されておらず、K1は同月6日に大阪府堺市の西日本成人矯正医療センター（大阪医療刑務所）で獄中死した（81歳没）。
報道では大牟田事件と呼称される場合がある。また市内を流れる諏訪川が被害者4人の死体遺棄現場となったことから、地元紙の『有明新報』や『日刊大牟田』では諏訪川事件、大牟田市諏訪川の四人殺害・死体遺棄事件、大牟田市諏訪川4人殺害事件、諏訪川4人殺害事件などの名称が用いられている。大牟田市が2017年（平成29年）に市制施行100周年を記念して発行した書籍では諏訪川殺人事件、福岡県警察が2022年（令和4年）に発行した『福岡県警察史 平成編』では大牟田市内における連続4人殺人及び死体遺棄事件と呼称されている。

## 概要
犯人である男K1の妻K2は、被害者である女性A1と家族ぐるみで付き合っていたが、無登録の金融業を営んでいたA1から見下されるようになっていたことに恨みを募らせ、K2から事情を聞かされていた夫K1や長男K3もA1への敵意を強めていた。加えて、K1一家は多額の借金（2004年9月時点で6,600万円以上）を抱えて生活費や暴力団の上部団体に支払う上納金などの支払いに窮していたことから、まずK1・K2・K3の3人がA1を殺害して金を奪う強盗殺人の計画を練り、後に夫婦の次男K4も加えた4人で以下のような犯罪を起こした。
K3は母親であるK2を出し抜いてA1の金を奪おうと考え、弟K4と共謀した上で、2004年9月16日夜、A1宅に1人で在宅していたA1の次男A3（事件当時15歳：大牟田北高校1年生）の首を絞めて失神させた上で、コンクリートブロック3個を体に結びつけ、「馬沖橋」から諏訪川に投げ込んで殺害。A1宅から貴金属（約398万円ないし399万円相当）を奪った。翌17日には一家4人が共謀し、A1と長男A2（当時18歳：大学生）の2人も殺害して遺体を諏訪川に遺棄することを決め、18日未明には市内の岸壁に駐車した車内で、K4が睡眠薬入り弁当を食べさせて眠らせたA1を絞殺した。そして4人がA1宅に行くと、A2が友人である少年Bを軽自動車に乗せて帰宅していたため、2人を口封じのために殺害することになり、K3・K4兄弟が2人を車で大牟田川河口の岸壁まで連れ出した上で、K4がK1から渡された拳銃を用いて2人を射殺した。殺害後、4人は被害者3人 (A1・A2・B) の遺体を軽自動車に載せ、諏訪川に沈めた。
事件後、4人は福岡県警（捜査一課・大牟田警察署）に逮捕され、福岡地検久留米支部によって起訴された。一方でそれに前後して、K1が大牟田署内で取り調べ中に凶器の拳銃を用いて自殺を図る、K3が検察庁舎から脱走して約3時間以上逃走する、K4が筑紫野警察署の留置場内で自殺を図るなどの出来事も起き、K3の逃走事件では護送を担当していた大牟田署員3人が減給の懲戒処分を受けている。
刑事裁判では、4被告人全員がA1に対する強盗殺人罪、A2・Bに対する殺人罪および銃砲刀剣類所持等取締法（銃刀法）違反、彼ら3被害者に対する死体遺棄罪に問われたほか、K1は大牟田署内での発砲事件に関する銃刀法違反の罪、K3・K4兄弟はA3に対する強盗殺人・死体遺棄罪、そしてK3は単純逃走罪にも問われた。第一審ではK2・K4の2被告人が起訴事実を認めた一方、被告人K3は無罪を主張し、被告人K1は家族との共謀を否定して自身の単独犯を主張した。一方で公判中には、K3とK4が法廷で口論になって殴りかかろうとしたK3が退廷させられる、K4が前回公判で謝罪した被害者遺族に対し「ふざけんな」と暴言を吐くなどの出来事もあった。検察官は一連の犯行の凶悪さや、被告人らの反社会性などを重視し、4被告人全員に死刑を求刑した。福岡地裁久留米支部（高原正良裁判長）は検察側の主張通り、4被告人全員の共謀を認定した上で、4人全員に求刑通り死刑判決を言い渡した。
4人とも福岡高裁へ控訴し、控訴審ではK1が共謀を認めた一方で強盗目的を否認する主張をしたが、いずれも控訴棄却の判決を言い渡されている。そして2011年10月に4人とも最高裁で上告棄却の判決を言い渡され、一家4人の死刑が確定した。

### 略年表
| 事件の経緯           | 事件の経緯         | 事件の経緯 | 事件の経緯 |
| 段階                 | 年                 | 月日       | 出来事 |
| -------------------- | ------------------ | ---------- | --- |
| 殺害計画             | 2004年（平成16年） | 9月9日     | A1殺害計画: K2が自宅でK1に借金の現状などを打ち明けたところ、K1からA1を殺して金を奪うことを提案され、2人で殺害の謀議を重ねる。後にK3も犯行に引き入れる。 |
| 殺害計画             | 2004年（平成16年） | 9月15日    | K2がA1から多額の現金を用意できたことを伝えられる。 これを受け、K1は翌16日に殺害計画を実行することを決める。 |
| A3殺害               | 2004年（平成16年） | 9月16日    | K2、A1を山中に連れ出すが、この日は殺害に至らず。 K3は両親を出し抜いて金を手に入れるため、K4を犯行に引き入れ、A1宅に1人で在宅していたA3を襲撃。 家から指輪などの入った金庫を盗み出し、A3を「馬沖橋」から諏訪川に投げ込んで殺害する。 |
| A1殺害               | 2004年（平成16年） | 9月17日    | 一家4人で共謀: A1は帰宅後、A2からA3がいなくなったことを知らされる。K3はK2から手助けを求められ、K4とともにA1殺害のため、睡眠薬入りの弁当を用意する。 K2は組事務所でA1に弁当を食べさせて眠らせた上でK1と謀議する。K1はA2も殺害して遺棄することを決め、K2からの提案を受けて息子2人 (K3・K4) を犯行に引き入れる。 K1一家4人が組事務所で謀議し、A1を殺害して金品を奪うことで共謀が成立、A1を連れて車で大牟田港の岸壁に向かう。 |
| A1殺害               | 2004年（平成16年） | 9月18日    | K4が自動車内でA1を絞殺する。 |
| A2・B殺害            | 2004年（平成16年） | 9月18日    | 金品を奪うため一家4人でA1宅に向かったところ、行方不明になっていたA3を捜していたA2・Bの2人組（ワゴンRに乗車）と鉢合わせしたため、K1は2人とも殺害することを決めて妻子3人に指示する。 K3・K4はワゴンRに乗り込み、A2・Bを大牟田港の岸壁へ連れて行き、2人をK1から手渡された拳銃で銃撃（A2はこの時点で死亡）。次いで、まだ生きていたBもアイスピックで刺殺する。                                                                 |
| 死体遺棄             | 2004年（平成16年） | 9月18日    | 一家4人はA1の遺体をMPV（K1一家の車）から、A2・Bの遺体が載せられたワゴンR（A1一家の車）に載せ換えた上で、「馬沖橋」付近の諏訪川に沈めて遺棄する。 |
| A1宅を物色・証拠隠滅 | 2004年（平成16年） | 9月18日    | 一家4人はA1宅を物色するが、金品は得られなかった。先に金庫を盗み出していたK3・K4は、その金庫に入っていた指輪の鑑定書を盗み出して隠した。 その後、K3は自分の車（プレジデント）の車内清掃を依頼したが、多忙を理由に断られた。 |
| 捜査の経緯           |                    |            | |
| 初期捜査             | 2004年（平成16年） | 9月19日    | A3とBにつき、大牟田署へ捜索願が出される。Bの母親はK2を訪ねて息子の行方について聞くが、「知らない」と言われる。 K4は両親にA3殺害の事実を打ち明け、K1から遺体を引き上げて人目につかないよう処理することを命じられたが、遺体は既に損傷が激しかったため、引き上げることを断念した。 |
| 初期捜査             | 2004年（平成16年） | 9月20日    | B宅に男の声で脅迫電話（後に警察を動かそうとした友人らによる狂言と判明）が掛かり、福岡県警捜査一課・大牟田署が捜査を開始。 |
| 事件発覚             | 2004年（平成16年） | 9月21日    | 諏訪川でA3の遺体が発見される。 K2は捜査一課から事情聴取され、大牟田署に出頭する。 |
| 事件発覚             | 2004年（平成16年） | 9月22日    | K2、A3に対する死体遺棄容疑で逮捕。 K1の自殺未遂: K1は大牟田署内で凶器の拳銃を用いて自殺を図るが、未遂に終わる。 |
| K4逮捕               | 2004年（平成16年） | 9月23日    | 「馬沖橋」付近の諏訪川で、行方不明になっていた被害者3人 (A1・A2・B) の遺体が載せられたワゴンRが発見される。 K4がA3に対する死体遺棄容疑で逮捕される。 |
| K3逮捕               | 2004年（平成16年） | 10月1日    | K3がA1・A2・Bに対する死体遺棄容疑で逮捕される。 |
| K1逮捕               | 2004年（平成16年） | 10月7日    | 入院していたK1が退院し、K2・K4とともにA1・A2・Bに対する死体遺棄容疑で逮捕される。 |
| 再逮捕・起訴         | 2004年（平成16年） | 10月22日   | K2・K3・K4の3人がA1ら3人に対する死体遺棄罪で起訴される。 |
| 再逮捕・起訴         | 2004年（平成16年） | 10月26日   | K3がA1ら3人に対する死体遺棄罪で起訴される。 同日、4人はA1に対する強盗殺人容疑で再逮捕される。 |
| K3逃走事件           | 2004年（平成16年） | 11月13日   | K3が取り調べを受けていた福岡地検久留米支部から逃走するが、約3時間後に熊本県荒尾市内で身柄を確保される。 大牟田署員3人が付き添っていながら逃走を許したことや内規違反があったことなどが問題視され、担当署員や大牟田・久留米の両署長らが後に懲戒処分を受ける。 |
| 再逮捕・起訴         | 2004年（平成16年） | 11月16日   | K1一家4人がA1に対する強盗殺人罪で起訴される。 同日、大牟田署に設置された県警捜査本部はA2・Bに対する殺人などの容疑で4人を再逮捕する。 |
| 再逮捕・起訴         | 2004年（平成16年） | 12月7日    | 一家4人がA2・Bに対する殺人・銃刀法違反の罪で起訴される。 同日、K3・K4兄弟はA3に対する強盗殺人などの罪で再逮捕される。 |
| 再逮捕・起訴         | 2004年（平成16年） | 12月27日   | K3・K4がA3に対する強盗殺人罪で起訴される（死体遺棄罪については不起訴処分）。 |

| 刑事裁判の経緯            | 刑事裁判の経緯     | 刑事裁判の経緯 | 刑事裁判の経緯 |
| 審級                      | 年                 | 月日           | 出来事 |
| ------------------------- | ------------------ | -------------- | --- |
| 第一審 福岡地裁久留米支部 | 2005年（平成17年） | 3月15日        | 初公判: 福岡地裁久留米支部（高原正良裁判長）で4被告人の第一審初公判が開かれる。 罪状認否でK2・K4は全面的に起訴事実を認めた一方、K1は家族との共謀を否定し、自身の単独犯を主張。K3は連続殺人への関与を全面的に否定。 |
| 第一審 福岡地裁久留米支部 | 2005年（平成17年） | 4月13日        | 第2回公判: 同日以降、審理は起訴事実を認めたK2・K4組と、起訴事実を否認したK1・K3組にそれぞれ分離される。 |
| 第一審 福岡地裁久留米支部 | 2005年（平成17年） | 5月5日         | K3の体調不良: K3が拘置先の福岡刑務所で意識朦朧状態になっているところを発見され、同月31日まで入院。これにより、審理が一時中断する。                                                                                 |
| 第一審 福岡地裁久留米支部 | 2005年（平成17年） | 6月21日        | 無実を主張したK3にK4が憤慨して一触即発になる。同年10月11日にも同様の騒動があった。 |
| 第一審 福岡地裁久留米支部 | 2006年（平成18年） | 3月14日        | K2とK4がそれぞれ被害者遺族に謝罪する。 |
| 第一審 福岡地裁久留米支部 | 2006年（平成18年） | 3月28日        | 被害者遺族の1人（A1の母親）の陳述に対し、K4が逆上して「ふざけんな」と暴言を吐く。 |
| 第一審 福岡地裁久留米支部 | 2006年（平成18年） | 5月2日         | 死刑求刑: K2・K4の両被告人に検察官が死刑を求刑。 |
| 第一審 福岡地裁久留米支部 | 2006年（平成18年） | 6月13日        | 最終弁論: K2・K4の審理は同日の第25回公判で結審。 両被告人の弁護人がそれぞれ最終弁論を行い、死刑回避を求める。 |
| 第一審 福岡地裁久留米支部 | 2006年（平成18年） | 10月17日       | K2・K4に死刑判決: 福岡地裁久留米支部はK2・K4の両被告人に死刑判決。 同判決では分離公判中のK1・K3との共謀も認定される。判決後、2人とも福岡高裁へ控訴。                                                               |
| 第一審 福岡地裁久留米支部 | 2006年（平成18年） | 10月24日       | 死刑求刑: K1・K3の両被告人に検察官が死刑を求刑。 |
| 第一審 福岡地裁久留米支部 | 2006年（平成18年） | 11月28日       | 最終弁論: K1・K3の審理は同日の第32回公判で結審。 K1の弁護人は死刑回避を求め、K3の弁護人は逃走事件以外は無罪を主張し、執行猶予付き判決を求める。                                                                    |
| 第一審 福岡地裁久留米支部 | 2007年（平成19年） | 2月27日        | K1・K3に死刑判決: 福岡地裁久留米支部はK1・K3の両被告人に死刑判決。 判決後、2人とも福岡高裁へ控訴。 |
| 控訴審 福岡高裁           | 2007年（平成19年） | 6月5日         | K2・K4の審理: 福岡高裁（正木勝彦裁判長）でK2・K4両被告人の初公判。 審理は同年9月27日に結審。 |
| 控訴審 福岡高裁           | 2007年（平成19年） | 10月11日       | K1・K3の審理: K1・K3の控訴審初公判。K1は第一審における「自身の単独犯」との主張を翻し、家族との共謀を認める。 審理は同年12月20日に結審。                                                                            |
| 控訴審 福岡高裁           | 2007年（平成19年） | 12月25日       | K2・K4の控訴棄却判決: 福岡高裁はK2・K4の両被告人の控訴を棄却する判決を宣告。 判決後、2人とも最高裁へ上告。 |
| 控訴審 福岡高裁           | 2008年（平成20年） | 3月27日        | K1・K3の控訴棄却判決: 福岡高裁はK1・K3の両被告人の控訴を棄却する判決を宣告。 判決後、2人とも最高裁へ上告。 |
| 上告審 最高裁             | 2011年（平成23年） | 6月15日        | K4の養子縁組: 上告中のK4が知人男性と養子縁組して改姓。縁組後（上告審判決時点）の姓は「I」になっている。 |
| 上告審 最高裁             | 2011年（平成23年） | 10月3日        | 最高裁第二小法廷（須藤正彦裁判長）がK2・K4の上告を棄却する判決を宣告。 同判決により2人の死刑が確定（K4の死刑確定は同月21日付）。                                                                                   |
| 上告審 最高裁             | 2011年（平成23年） | 10月17日       | 最高裁第一小法廷（白木勇裁判長）がK1・K3の上告を棄却する判決を宣告。 同判決により2人の死刑が確定。 |

## 事件の背景

### 犯人
犯人は、男K1（事件当時60歳）とその妻K2（同45歳）、そしてK1・K2夫婦の長男K3（同23歳）・次男K4（同20歳）の計4人である（彼らの詳細な人物像については後述）。
K1・K2・K3の上告審判決時の本籍地は大牟田市桜町19番地（座標）。K1一家はかつて大牟田市藤田町に在住していたが、事件発生の3年半ほど前、桜町の家で暮らしていたK1の姉が死去したため、その家にK1一家が引っ越してきた。それ以来、同宅には暴力団風の男が多数出入りする姿が目撃されたほか、家族以外の同居人2、3人や、常に屯している10 - 20歳代前半の若者たちの姿が目撃されていた。
事件当時、K1には妻K2および子供5人［長女（当時26歳）・長男K3・次女（当時22歳）・次男K4・三男（当時19歳）］がおり、うち結婚して別居していた長女とK3の2人を除く子供3人が、両親であるK1・K2夫婦と同居していた。娘2人と三男は事件後、実家とは別の場所で生活しており、次女は『週刊現代』の取材に対し、自身と三男は事件当時から家庭と距離を置いていたと証言している。なお、三男は2015年（平成27年）1月8日に自殺している（後述）。息子3人はいずれも体重100 kg超の巨漢で、K3・K4はそれぞれ中学卒業後に力士養成員として相撲部屋に入門したものの、序ノ口もしくは序二段止まりで引退し、大牟田に帰郷していた。引退後、K3は2000年（平成12年）に傷害致死事件を起こし、懲役3年6月の実刑判決を受けた前科があり（後述）、K4も薬物犯罪などで中等少年院に入院していた時期があった（後述）。

#### 北村組
K1は事件当時、指定暴力団道仁会村上一家「北村組」の組長だった。同組は構成員10人未満の小規模な組で、K2が「姐」として資金面の管理を担当していた。主なシノギは、飲食店に植木・花・おしぼりなどを納品することだったが、その資金繰りは苦しかったため、K2が経営していた建設会社（後述）と債権回収の仕事で生活を支えていた。また、古タイヤを加工して作った植木鉢にペンキを塗って1個2、3万円で売りつける、年末には近隣住民にブリ（大牟田では年末にブリを贈る風習がある）を1本1万円から15,000円で売りつけるなどの方法で近隣住民から金を巻き上げていた、という証言がなされている。暴力団の世界では、組事務所と組長宅は分離することが常識だったが、北村組は事件直前に上層部から勧告を受けて事務所を移転するまで事務所がK1宅と同じ場所にあり、組員たちがK1宅の掃除・洗濯を行うなどしていた。その事実を踏まえ、鈴木智彦は「組長の息子」として生育したK4が暴力団と馴染みの深い環境で育ったことで悪影響を受けた可能性を示唆している。
事件当時の北村組の事務所は、大牟田市本町四丁目（おおよその座標）にあったアパートの2階の部屋である。このアパートはJR大牟田駅に近い住宅密集地に建っていた木造2階建てのアパートで、1階が駐車場になっており、2階に部屋が4室あった。1階の駐車場には普段から高級車が駐車されており、暴走族風の若者の車やバイクも駐車してあった。このアパートは以前、付近の自動車整備工場（後述）が所有していたが、借金の担保として銀行に差し押さえられそうになったことから、所有者がK1に相談を持ち掛け、K1が経営していた建設会社の作業員らが住み込んで占有していた時期もあった。その後は競売にかけられていたが、2000年11月に地元の暴力団関係者が落札し、うち一室をK2名義で借りていた。2002年（平成14年）ごろからは暴力団関係者らしき男が入居しており、隣接するプレハブも含めて若い男らも頻繁に出入りしていたほか、周囲では携帯電話で「金返せ」と怒鳴る声も聞かれていた。

### 被害者
一連の事件の被害者は、女性A1（事件当時58歳）と長男A2（同18歳：九州情報大学1年生）・次男A3（同15歳：大牟田北高校1年生）の兄弟、そしてA2の友人であった少年B（同17歳：大牟田南高校定時制2年生）の計4人である。被害者A一家とBは事件当時、それぞれ大牟田市小浜町に在住していた。A一家の住宅は保育所に隣接して建っていたが、事件から丸10年となる2014年（平成26年）9月ごろに小野一光が同地に行ったところ、家は既に解体されていた。事件前、A一家は大牟田市内で転居を繰り返し、A1は情報通信関連のセールスや飲食店従業員などの仕事をして生計を立てていたと報じられている。
A1は4人姉妹の長女として生まれ、かつて東京都品川区のキャバレーでナンバーワンホステスだった経歴を持ち、独立して東京の赤羽や王子でスナックを経営して成功を収めた後、大牟田に帰郷した。A1は事件から十数年前、長女として高齢の母親（2006年時点で81歳）の面倒を見るために東京から帰郷してきたという。A1の夫であり、A2・A3兄弟の父親でもある男性（当時45歳）は事件当時、神奈川県川崎市で妻子と別居していた。彼は東京都内でA1と知り合い、事件の約20年前に結婚、長男A2が誕生してから妻A1の出身地である大牟田に移住したが、次男A3が生まれた直後に妻子と別居し、1人で東京に戻っていた。粟野仁雄 (2004) は、A1は夫と離婚してから大牟田市内を転々とし、事件の7年前（1995年ごろ）にJR大牟田駅近くに引っ越してきたと述べている。
A1は県知事宛の貸金業者登録手続をしないまま、無許可で貸金業を営んでおり、その貸金業は「トイチ」と呼ばれる違法な高金利であった。その元手について、A1は周囲に対し「大阪や東京のクラブで働いて貯めた」と話しており、服装や日ごろの言動から、裕福であることが周囲に知られていた。顧客については、資金繰りが苦しいスナックや小料理店に数十万円単位で金を貸していたとする報道、A1の身近な人々に主に数万円単位で金を貸していたとする報道がある一方、市内の「年金通り」と呼ばれる商店街をたむろする老人に強引に金を貸していたとする報道もある。また、鈴木智彦 (2017) は顧客としていたのは主婦たちで、中には売春をしている女性たちも多くいたと述べている。高金利であることに加えて取り立ても苛烈で、利子を払えなくなった債務者のもとへ暴力団員風の男を連れたK2が取り立てに訪れたり、食事付きの条件で飲食店で働かされ、給料をすべて取られたりすることもあったという。また鈴木は、A1には当時沖縄在住の情夫がいたが、彼もヤクザで、ベンツにA1を乗せてあちこちでデートしていたという地元暴力団幹部の証言を紹介している。K4やK3はA1を「パトラ」という渾名で呼んでいたが、これはA1がクレオパトラのように派手な化粧をしていたことが由来である。
A2は生前、K4と共にバイクを乗り回したり、K4宅に出入りしたりしていたことから、K4と親しい関係と見られていた一方、内情を知っていた友人たちからは「〔A2はK4の〕使い走り」という証言もなされていた。A3は生前、夏休みに行われた高校の語学研修に積極的に参加したりボクシングの練習に励んだりしており、鈴木も現地取材の結果、A3については不良とは無縁の優しい子供という証言が多かったという旨を述べている。

## 事件の経緯

### 事件前の動向
K2は1994年（平成6年）に被害者A1と初めて顔を合わせた。翌1995年（平成7年）春、K2はA1から借金していた夫の知り合いから、A1との借金トラブルの仲裁を求められたことを機に、債権者であるA2と直接会い、依頼主（債務者）との間に立って折衷案を提案した。その結果、依頼主がきちんと支払いを実行したため、A1はK2に感謝し、K一家に顔を出すようになった。福岡高裁 (2007) は、K2は1997年（平成9年）ごろからA1と親しくなったと認定している。A2らの友人らの証言によれば、当初はA1とK2の個人同士の付き合いだったが、彼女たちの子供たち同士も自然と付き合うようになり、A2が家出した際には何日間かK2の家に預けられたこともあったという。これ以降、K2はA1が行っていた高利貸しの取り立てを手伝うなどしていたが、K2が2000年（平成12年）ごろにA1から計300万円を借金して以降は、A1から見下されたり、貸金の取り立てなどに使い回されるようになった。事件当時の報道によればK2はA1に対する借金返済が滞ったため、それを猶予してもらう代わりに他の債務者への取り立てを行うようになった。また、K1・K2・K4は返済が滞った相手から取り立てを行い、回収に成功すればA1から一定の手数料を受け取っていたとする報道もある。K1は事件前に知人に対し、金貸しについて「2、3か月で元が取れる」「大きな金だと逃げられるけど、10万円くらいだと月1万円は儲かる」などと話していた一方、かつて一家が住んでいた家の近隣住民からは、貸金業の仲介で相手を脅迫するなどトラブルが絶えず、何度も警察沙汰になったことがあるとの証言もなされている。
また、K2は父親から引き継いで営んでいた建設業（後述）などによって家計を切り盛りするとともに、夫K1が組長を務めていた北村組の姐御的立場で組の会計もやり繰りしていたが、2000年ごろにK1が配下である組員の妻と不倫関係になり、彼女に執着したことから組の結束が揺らいだばかりか、その影響で組の屋台骨だった建設会社の経営も悪化した。そのような生活に耐えかねたK2から別れを切り出されたところ、それに逆上したK1はガソリンを室内に撒き散らすなどして暴れ、それが原因でK2は不眠症になった。K2は手記で、そのような状況でA1が自宅に平気で上がり込み、時には真夜中に呼び出されるようなこともあったと述べている。

#### K2とA1の確執
後述のようにK1一家にとって苦しい経済状況が続いていた中、K1は2004年6月15日に大牟田市神田町で車上狙い事件を起こし、窃盗未遂容疑で現行犯逮捕された。犯行動機は小遣い銭欲しさで、組の上部団体からは「恥さらしだ」としてK1の破門を求める声も上がっていたが、親分の1人が「歳も歳だから勘弁してやってくれ」と仲裁して収まった。同月下旬、K2はA1宅の改装工事を請け負ったが、A1は工事代金を貸金やその利息と相殺すると言って支払おうとしなかった。また、A1はK2に対して前述のK1が起こした車上荒らし事件を引き合いに出して嫌味を言ったり、借金の利子支払いが滞っていることを詰ったりして、K2から「ちょっと過ぎたぐらいでガタガタ言うな！」と怒鳴り返されたこともあった。K2は小野一光宛の手記で、A1からK1の車上荒らし事件を引き合いに「ヤクザの組長が窃盗事件を起こすなんて」と言われてバカにされたと思い、我慢の限界を迎えたと述べている。一方でK2がA1から支払われていた取り立て成功時の手数料に満足せず、複数の債務者から回収した金（数万円から十数万円）を着服していたことが同年9月上旬になってA1に露見し、K2とA1が口論になったという報道もある。
また、A1はK2に対し常々「1億2億は右から左」と豪語しており、同年7月ごろには「資本金1億円の金融会社を設立する」などと言っていた。K2から後者の話を伝えられたK3は、新居購入費用などが欲しかったことや、先述の工事代金がA1側から支払われていなかったことを知ったことから、同年8月ごろに「かたぎのくせにヤクザを馬鹿にしている。殺してでも奪おう」と考え、A1を車で付け狙った。同様の話をK2から伝えられたK1も同年9月8日、A1を殺害しようとしてK2らに止められた。この時、K2はK4にK1を制止するよう要請しており、K4はA1宅に乗り込もうとしていたK1を制止している。
一方でK2はその金融会社の設立話から、A1が大金を持っていると思い、同月以降にはA1に「K1の紹介で安く買える土地がある」と持ち掛け、自宅の近隣の土地を購入するよう勧めている。

#### K1一家の困窮
2003年ごろからは北村組と建設会社の両方とも、資金繰りが苦しくなっていた。建設会社は受注先が限られて給与支払いにも窮するような経営状態に陥り、同年には事務所を閉鎖している。これと同時に、K1一家は次第に日々の生活にも困窮するようになり、2004年9月ごろにはK1・K2夫婦の借金は計6,000万円以上にまで膨れ上がった。検察官の冒頭陳述によれば当時、夫婦に建設業の収入はほとんどなく、上部団体への上納金や生活費に困っていた状態で、同月上旬には「借金苦で失踪した」という噂も流れていた。また、事件当時は月末に電気料金の集金人が何度もK1宅に督促に来ていたことが報じられている。しかし上告審でK1の弁護人を担当した中井淳は上告趣意書で、K2はA1や彼女の母親、知人から借金していたものの、これらの知人から激しく返済を迫られていたような形跡が一切ないことや、消費者金融などからの借金もほとんど償却済みであり、激しい取り立てを受けていた形跡もないこと、K3・K2の公判における証言（K1は魚の仕入れ販売などで年収4,500万円を稼いでおり、建設業でも相応の収入を得ていたという主旨）を挙げ、K1が強盗目的で犯行におよんだとする確定判決の認定に疑問を呈している。また、夫婦は金にルーズで、K1は荒尾競馬場に、K2もパチンコ店にそれぞれ通っていたという証言もある。
なお、事件前の8月6日夕方には遺体遺棄現場付近の諏訪川沿いの土手で、K2が経営していた建設会社の作業員が運転する車が対向車と接触する事故を起こしていた。当時助手席に乗っていたK2は、車から身を乗り出して相手に抗議したが、その最中に車が傾いてK2は川に転落した。この時はK4らが駆けつけてK2を助け、救急車で病院に搬送している。この事故直後、車を引き取りに来たK1が運転を誤って車ごと川に転落させているが、その現場はA1らの遺体が乗った車が引き上げられた地点とほぼ同一地点だった。事故翌日にK4ら家族が重機などを使って車を引き揚げたが、K2はその様子を目撃したA3の親族に対し、川の中に車やゴミが多数投棄されていることや「人を入れても分からないだろう」ということを話していたという。実際、後にA1ら3人の遺体を載せた車が沈められていた現場付近には不法投棄されたと見られる複数の車が沈んでおり、A1の車は目立たない状態だった。それらの経緯から、K2らはこの事故をきっかけにこの場所の状況を知り、遺棄現場として選んだと見られている。また、この事故の際、K3はK2を救出するときに眼鏡を紛失しており、事件当時は眼鏡を掛けていない状況で深夜運転せざるを得なかったため、上告審でK3の弁護人を務めた小松初男・今村憲は上告趣意書で、スピードを出しての運転は困難な状況だったと指摘している。

### A1殺害計画
K2は2004年9月9日、桜町の自宅でK1に対し、借金の現状・組の資金繰りの実情などを打ち明けたところ、A1を殺して彼女の金を奪うことをK1から提案された。これに対し、K2も生活難・資金難から脱し、A1からの借金も免れられるだけでなく、かねてから彼女に対し抱いていた憤懣も一気に解消できると考え、その提案に賛同した。そして、彼ら夫婦は以前A1に持ちかけていたK1宅の隣地の購入話を利用して、A1に土地購入資金として現金を用意させた上で、K2がA1を夜には人気がない大牟田市内の三池公園（座標）上の大間山（八角目：座標）に連れて行って殺害し、その死体を普段彼女が使用していたワゴンRに積み込み、車ごと諏訪川に遺棄する計画を練った。
その後、K2はA1から土地代金などとして、同月15日ごろまでに計2,680万円を用意できると聞き、K1との間で同月16日にはA1殺害を決行する旨の謀議を固めた上で、K3にもその計画を伝えた。K3はそれ以前からある程度、北村組や一家の財政事情、そしてK2とA1との確執を知っていたことに加え、自らも将来の夢を実現するためにまとまった金が欲しいと考えていたため、両親の計画に加担することを決めた。この時、K3は「自分が殺すから（奪った金の）6割欲しい」と要求したが、K2は「自分が殺す」と譲らず、K3も最終的には了承している。しかしK2の控訴趣意書によれば、A1の「多額の現金を用意した」という言動などは虚勢を張ったものと認定されている。また、上告審でK2の弁護人を務めた鈴木敏彦の上告趣意書によれば、K2は「A1がリフォーム代だけでも支払ってくれたら、K1およびK3のA1に対する強盗殺人の計画が中止になるのではないか」と考えてA1にリフォーム代を請求したり、A1殺害が決まった9月16日にもK1・K3を納得させるため、約100万円の金策をしようと知人に当たったりしていた。
同月15日、K2はA1から現金の用意ができたことを伝えられ、K1にもその旨を報告した。これを受けてK1は翌16日に決行することを指示し、K3も了承した。そして16日、K2は凶器としてカッターナイフを携帯した上で、三池公園前でワゴンRを運転して来たA1と待ち合わせ、彼女を自分が運転していた自動車の助手席に乗り移らせて殺害の機会を窺った。しかし夜遅くなっても殺害には踏み切れず、その途中でK1やK3からそれぞれアイスピックや万能包丁を示されたりして急かされていた。一方で同日22時、K2は車で近くまで来たK3に対し「金は家にあるくさ」と言っている。

### K3・K4がA3を殺害
母K2のこのような煮え切らない態度に憤慨したK3は、両親を出し抜いて自分だけでA1の現金を手に入れようと考え、猪突猛進型の性格で実行力のある弟K4を犯行に引き込むことを決めた。K4は事件当時、K3とよく行動をともにしており、K3宅に度々泊めてもらっていた。
福岡高裁 (2007) によれば同日（9月16日）夜、K3は両親には内緒でK4に対し、A1宅に1人でいる次男A3を殺害し、A1宅にあると思われる2,000万円以上の現金を奪うことを持ち掛けたが、K4は即答しなかった。一方、K4は鈴木智彦宛に送った手記で、K3は同日朝、当時同居していた内妻を実家（福岡県大川市）に帰し、K4と彼の交際相手である女性の2人を、力士時代の先輩でもある組員（後述：組員としては彼よりK4の方がわずかに兄貴分）が入院していた病院まで見舞いに行かせたと述べている。その後、22時になってK3はK4たちと落ち合い、2人を車に乗せたが、しばらくしてK3はコンビニエンスストアの駐車場に入り、女性を車から降ろさせた上で、K4にA3を殺して2,000万円を奪う計画に加担するよう要求した。同時にこの件は両親には内緒にするよう念押ししたほか、断った場合には一番下の弟（2015年に自殺したK1・K2夫婦の三男）や交際相手の女性を殺すなどと脅迫した。K4は弟や彼女を出しに脅されたことに反感を抱いたものの、彼らを守る意味で承諾したと述べている。鈴木は、この時点ではまだ犯行を目撃したわけではないA3を殺害する必然性がなかったことを指摘した上で、K3はこの時点で既にA1一家全員を皆殺しにするつもりでいたという可能性や、K4の気質（猪突猛進型で虚栄心が強い）を十分に理解していたK3が、K4にA3を殺害させることで彼を勢いづかせ、殺人マシーンに仕立て上げようとしていたという可能性を指摘している。
K4は同日22時30分ごろ、K3所有のプレジデントに同乗してA1宅の様子を見に行き、A3が1人で在宅していることを確認した上で、その旨をK3に報告した。するとK3から「さっさと殺してこんか」などと指示されたため、K4はその場でA3を殺害することを決意し、22時40分ごろには殺意を持って、同宅2階居間の机でノートパソコンに向かっていたA3の首を、背後からタオルで絞めた。A3が失神して動かなくなると、K4はさらに彼の首をタオルで絞め、仮死状態に陥らせている。なお、K4は公判で、兄K3からA3の殺害を持ち掛けられた際に「オレが〔A3〕を外に連れ出すけん、兄ちゃんは金庫を持ち出したらよかろう」と抵抗したが、K3から「殺すしかなかろう」と却下されたことを主張しており、また事件は100％発覚すると思っていたことや、K3からは逮捕時に「おれの名前を出さずに1人でやったと言え」と言われたということも主張している。また、鈴木宛の手記では、この時に殺人行為そのものに快感やスリルを感じていたという旨を述べている。
その後、K3はK4とともに1階寝室内から指輪などが入った金庫を捜し出し、同宅付近に駐車していたプレジデントの後部座席に積み込むとともに、仮死状態になっていたA3を同車のトランク内に押し込んだ。金庫の中身は指輪など61点（約398万円相当）だったが、K4はこの時、A1が用意したとしていた2,000万円の現金はA1宅にはないことを確認していた。当時、2人はA3は既に死亡したものと思っており、その死体を遺棄しようとしていた。その後、K3は助手席にK4を乗せてプレジデントを運転していたが、大牟田市内を走行中、トランク内のA3が意識を取り戻し、悲鳴を上げて暴れ出した。そのためA3がまだ生きていることを知った2人は、A3を確実に殺害して諏訪川に捨てることにし、カーステレオの音量を大きくして車の窓を開け、自宅に立ち寄ってコンクリートブロック3個（総重量約15 kg）とロープ1束を持ち出した。K4は手記で、A3をどうするか相談した際、自身は「しばらくどこかに監禁して、俺らのことを歌わんように言い聞かせて解放してやろう」と提案したが、傷害致死で服役した前科（後述）を有するK3が犯行の発覚を恐れて殺害を強硬に主張したと述べている。その上で、K3の態度に「快感というよりも、多少の気味悪さ」を感じたものの、最終的には自身もA3殺害を決意したと述べている。
同日23時45分ごろ、2人は諏訪川に架かる「馬沖橋」の中央付近（後述）で、プレジデントを駐車してトランクを開けた。上半身を起こしてきたA3の顔面を、K4が1回殴打するとともに、K3が仰向けに倒れたA3の首に素早くロープを掛け、2人がかりでそのロープを強く絞めた。A3が動かなくなると、2人はA3の首からロープを外し、それを3本に切断した。そして、A3の首と両足にロープでコンクリートブロックを1個ずつ結びつけ、同月17日0時ごろ、橋の上からA3を諏訪川に投げ込んで殺害した。K4は首を絞めてから2、3分でA3の死亡を確信した旨を述べているが、捜査の結果、A3は川に投げ込まれた後に死亡したとされており、死因は頸部圧迫による窒息もしくは溺死、あるいはそれらの両方とされている。また、事件後にはA3の遺体は胸部の肋骨が数本折れており、内臓が破裂していたとも報じられていたが、司法解剖の結果、そのような事実はなかったことが確認されている。後にA3の遺体が発見された地点は、「馬沖橋」から約10 m下流の諏訪川で、川幅は約50 m、水深は約7 mだった。K4はA3を川に遺棄した後、両手を合わせているが、本人は公判でその理由について「憎くて殺したというわけではないこと、冥福を祈る気持ちがあったことから」であると述べている。

### 一家4人で共謀
一方、K2は自分が運転する車内でA1と2人きりになって殺害の機会を窺っていたが、依然としてためらって実行できず、同日（9月17日）4時ごろになってK1からいったん殺害計画を中止するが、A1を帰宅させずに桜町の自宅へ連れ帰るよう指示された。
しかし6時ごろ、A1が次男A3を起こそうと彼の携帯電話に電話をかけたところ、長男A2が応答し、A3がいなくなったことを知る。これを受け、A1はA3が家出したものだと思い込み、K2に対し、A2にA3を捜させるため、自分が乗ってきたワゴンRを自宅に持ち帰ってA2に渡したいと言い出した。K2らはA1を殺害した後、死体をワゴンRに載せて車ごと諏訪川に遺棄する計画を立てていた（前述）ため、A1がA2にワゴンRを渡すのは困ると考えたが、それをA1本人には言えず、仕方なくA1とそれぞれの使用している自家用車を運転してA1宅に行った。その後、A1はA2に対し、A3を捜すように言ってワゴンRを渡し、K2運転の車に戻ってきた。K2はそのまま自分の車を運転してA1を自宅に連れて帰ったが、そこにいたK1から、A1をアパートの北村組事務所へ連れていき、できるだけ外出させないよう指示されたため、その指示に従ってA1を組事務所に連れて行った。K2はその後も「A1の金は欲しいが、やはり自分の手では殺せない」と思い悩んだ末、14時ごろにはK3に対し、「もうどげんもしきらんばい」「お願い、お母さんば助けて」などと電話して手助けを求めた。一方、このことはK4には内緒にするようにも言っている。
このころ、K3はK4とともにA1宅から奪った金庫をこじ開け、中身の貴金属を換金するために質屋を回っていたが、K2からの電話を受けると彼女の意に反し、実行力のあるK4にもその計画を手伝わせようと事情を話した。K4もそれを了承した上で、2人でA1殺害のためには睡眠薬で眠らせるのが良いと相談した。K3がK2に電話で、A1に睡眠薬入りの食べ物を食べさせることを提案すると、K2はA1に食べさせるための弁当とお茶を購入して持参するよう依頼したため、K3とK4は弁当にかけられているタルタルソースに睡眠薬を入れることを決めた。K3とK4はコンビニエンスストアに寄って弁当とタルタルソースなどを購入し、K4がタルタルソースに睡眠薬をすりつぶして混ぜた上で、それを元通り包装した。また、K4は同日午後、自分の身分証明書を用いてA1宅の金庫から奪った指輪6個を計10万8000円で質入れし、その現金をK3に渡したが、K3はうち4万円をK4に分配している。
A2は同日、弟A3が消息不明になったことを友人らに相談し、22時ごろから手分けしてA3の行方を探していた。一方でその前後（同日夜）には、K4の交流グループが知人ら複数に電話をかけ、「K4君が〔A2を〕捜しよる」とA2の居場所を探っていた。

### 一家4人でA1を殺害
K3は同日16時ごろに北村組事務所を訪れ、K3に弁当などを手渡したが、その際に小さい声で「タルタル」と耳打ちした。これを受けたK2は、タルタルソースに睡眠薬が混ぜられていることを察した上で、その弁当をA1に食べさせた。その結果、弁当を食べ終わったA1はまもなく眠り始めた。同日5時ごろ、K2は電話でK1を呼び寄せ、2人でA1の殺害や死体の処理方法について話し合った。K1はA1だけでなく、彼女とK2が一緒にいることを知っているA2も口封じのために殺した上で、2人の死体をワゴンRに載せて諏訪川に沈める必要があると主張した。これに対しK2は、A1は体格が良いので、（殺害場所はさておき）自身とK1の2人だけで死体もしくは眠っているA1を運び出すことは不可能と考え、息子2人 (K3・K4) を協力させることを提案し、K1もそれに賛成した。そのため同日20時30分ごろ、K1はK3に電話し、K4を連れて組事務所に来るよう指示した。
こうして21時前ごろ、4人が組事務所に集まり、K4も含めた4人全員の間で、A1を殺害して金品を強取するという共謀が成立した。なお、この事務所での謀議の際、K3は仕事の電話で組事務所を何度も出入りしていたと主張しており、K2もその主張に沿う旨の証言をしている。その後、4人はA1の殺害方法や、口封じのためにA2も殺害して2人の死体をワゴンRに載せ、諏訪川に沈めることなどについて話し合った上で、翌18日0時ごろ、A1を殺害するために組事務所から連れ出すことにした。この時、K2がA1を目覚めさせた一方、K4は事務所内でオートバイなどを駐輪する際に使うワイヤー錠を見つけ、それを使ってA1を絞殺することを決意した上で、睡眠薬の影響でまだ意識が朦朧として足取りがおぼつかない状態だったA1を、K1の運転するMPVに乗せた上、自身もK2とともにMPVに乗車した。そして、K1がMPVを運転して発進させ、K3もプレジデントを運転してMPVに続く形で殺害現場に向かったが、K1は走行中の車内でK4に対し、自分が咳払いをして合図したらA1殺害を実行するよう指示した。K2はMPVの助手席に、A1は2列目シートに、K4は3列目シートにそれぞれ座っていた。A1を組事務所から連れ出した際、K4はK2に対し「母ちゃん心配せんでよ。俺がやっちゃるから」と声を掛けていた。
A1が殺害された現場は、大牟田港の岸壁（おおよその座標）である。大牟田港は、大牟田川の河口付近に位置する港で、大牟田市岬町と西新町にまたがっている。確定判決では「大牟田市岬町の北側岸壁」と認定されているが、住所を「大牟田市西新町」とする報道もある。鈴木智彦 (2017) によれば、A1殺害現場は大牟田川の河口付近にある緑地公園、正式名称は「大牟田港緑地運動公園」（座標）である。
0時30分ごろ、K1がMPV車内で咳払いの合図をすると、K4は意識が朦朧としていたA1に対し「おばちゃん、肩を揉んでやるたい」などと言いながら、背後からその頸部にワイヤー錠のワイヤー部分を引っ掛けた。そして、ワイヤー錠を施錠して輪にした上で、片手もしくは両手でワイヤー錠を持ち、A1が座っていたシートの背部分に脚を当てて踏ん張りながら、自分が座っていたシートの背もたれを後ろに倒すことで、自身の状態を後ろに倒すなどしてワイヤー錠を力いっぱい引っ張り、A1の首を絞め始めた。その様子を車外から見ていたK3は、K4の求めに応じてたばこを車内に差し入れたり、車の窓ガラスに「ひとごろし」と指で書くなどしてK4をからかったりした。これに対し、K4は笑ってK3の行動を受け流しており、たばこを吸ったり笑ったりしながらA1の首を絞め続けていた。またK1は、車内が暑いと言い出したK4のために、車のエアコンを作動させたり、K4の口元にペットボトルの口を当てがってお茶を飲ませてやったりした。一方でK2は当初、助手席からK4がA1の首を絞めている様子を見ていたが、A1が両足をばたつかせてもがいているのを正視できずに車外に出たところ、K3から「人間は首を絞めてもしっかり絞めないと息を吹き返す」などと言われると、K4のところへ行って「A1が息を吹き返さないようにしっかり首を絞めろ」などと指示した。こうしてK4はA1の首を絞め続けて窒息死させ、頭をノックするようにコンコンと叩き、その死亡を確認している。K4は鈴木宛の手記で、この時もA3を殺害した時と同様に興奮を感じていたことや、その一方で殺人行為を行うことへの嫌悪感が皆無だったわけではなく、汚れ仕事を自分に押し付けるK3には怒りや不満を感じていたという旨を述べている。

### A2・Bを発見
A1を殺害した後、K4は死体が車外から見えないようにシート上に倒し、首にかかっていたワイヤー錠をシートの肘掛けにかけてその首が絞まり続けるようにした。K1は、K2が助手席に戻るとすぐにMPVを発進させ、K3もプレジデントを運転してそれに続いた。4人はA2が運転していると思われるワゴンRを捜したが、なかなか見つけられず、一時K3がはぐれる事態もあった。検察官の冒頭陳述によれば、4人はこの後自宅（桜町のK1宅）で合流し、車中でA2も殺害してA1ともども車ごと諏訪川に遺棄することを再確認した。K4は鈴木宛の手記で、実家（K1宅）でK3と合流するまでの間の行動について、自身と両親、A1の死体が乗ったMPVは国道208号を経由し、途中でNシステムに引っかかりながら約1時間半かけて人気のない荒尾市方面や三井グリーンランド近辺の山道などを走り回っていたこと、その間自分は倒した2列目の座席の上でブルーシートを被せられて横たわっていたA1の死体の上に座っており、その際には気味悪さと同時にスリルも感じていたことを述べている。また、K4の手記によれば、A1のバッグに入っていた現金26万円を手に入れた（後述のように、判決では4時30分ごろとされている）のは、桜町に戻る途中で立ち寄った勝立町交差点のセルフ式ガソリンスタンドで給油していたころ（K3と桜町で合流する約15分前）である。
その後、再度合流したK3はプレジデントからMPVに乗り換え、同日1時35分ごろ、A2がワゴンRで帰宅しているかもしれないと考えたため、A1宅付近にMPVを駐めた。するとちょうど、A3が家出をしたと思って捜していたA2と、彼に協力していたBの2人がワゴンRに乗車してA1宅に帰宅してきた。K1・K3・K4の3人は、MPVから降車してワゴンRに近づいていったが、彼らはBとは初対面だった。
K4はワゴンRの運転席にいたA2に対し、自分たちもA3を捜しているかのように嘘をついて話しかけたが、同車にはA2以外にもう1人（K4たちとは初対面であったB）が乗車していたため、K1・K3とともにその同乗者をどうするか相談したところ、2人から同乗者も含めて殺害するように指示された。そして、K1からは凶器の拳銃（弾が6発装填されていた）を手渡され、安全装置を外せばすぐに発射できる状態であることを教えられるとともに、A2らの心臓を撃つよう指示された。その拳銃は、ベルギー製の小型自動式拳銃「ブローニング・ベビー」（25口径、装弾数は6発）で、後にK1が大牟田署内で自殺を図った際にも使用されたものである。K4はそれを了承した上で、K3に拳銃を渡そうとしたが、K3は受け取ろうとしなかったため、自ら実行することを決意した。そして、K3・K4の2人はA2らに対し、一緒にワゴンRに乗ってA3を探しに行こうなどと言葉巧みに申し向け、騙された2人を後部座席に移動させると、後部座席ドアのチャイルドロックをかけてドアを閉め、2人を逃げられない状態にした。その際に「A2の運転は怖い」という口実でK3が運転するようにさせ、K4は助手席に座った上で、同日2時ごろにK3がワゴンRを発進させた。また、K4は走行中の車内で2人が外部に助けを求めないよう、虚言を弄して2人から携帯電話を取り上げ、それらを壊すなどした。A2・Bの2人と、彼らの仲間との携帯電話連絡が途絶えた時刻はこのころである。
一方、K2はK1の運転するMPVでワゴンRを追いかけたが、その車内でK1から、ワゴンRにはA2だけでなくもう1人友達 (B) が乗っているが、2人とも拳銃で殺害することにしてK4に拳銃を渡したという旨を告げられた。K2はそれには若干異を唱えたが、K1から「顔を見られた以上、2人とも殺さなければならない」と説得されて了承した。K2の弁護人（鈴木敏彦）は上告趣意書で、K2は2人の殺害に反対し、K1らに対し「全く関係ないのだから殺さないでほしい」と懇願したものの、その願いは聞き入れられず、K2は不本意ながらも従わざるを得なかったと主張している。その後、K1・K2は途中でK3の運転するワゴンRを見失い、一時はぐれたものの、その間もK3らと連絡を取り合い続けた。その間、K1から指示を受けたK2がK3・K4に対し「お父さんがさっさとせろち言いよらすよ」などと急かしたり、K1も自ら「なんばしょっとか。うろうろせんで早く発射せんか」などと怒鳴りつけたりして、A2・Bの2人を殺害するよう促していた。

### A2・Bを殺害
同日2時15分ごろ、K4はA2とBの2人の頭や胸をそれぞれ3発ずつ銃撃し、A2をその場で失血死させたほか、約10分後（2時25分ごろ）には走行中のワゴンR車内で、まだ息のあったBの左胸をアイスピックで突き刺して失血死させた。Bを刺殺するための凶器として用いられたアイスピックは、軸部の長さ11.8 cmである。
K4が拳銃を撃った現場は、大牟田市新開町3番地1三井三池オートスポーツランド事務所西側海岸（座標）である。同所は、大牟田川と堂面川に挟まれた有明海岸壁のほぼ中間にあり、三井三池オートスポーツランド事務所から西方に目測110 m、大牟田エコタウン内の大牟田エコサンクセンター（座標）から南西目測240 mの地点であり、大牟田市道唐船松原線の「健老町交差点」（座標）から西方に目測1,800 m入った有明海岸壁である。現場付近は工場やオートレース場、エコタウン施設などからなる工業地帯だった。また『西日本新聞』によれば、Bが殺害された現場は銃撃現場から約1.2 km離れた箇所である。
2時15分ごろ、K3は同所にワゴンRを停車させると、K4に対し、自分が車から降りたら2人を殺害するように告げた上で車外に出た。するとK4は、まずBに対し、拳銃をモデルガンだと言って安心させた上で頭部を前に出させ、左耳上辺りに拳銃を向けて銃撃した。次に目の前でBを撃たれて驚き、唖然としていたA2に対し「A3もA1も俺が殺して死んどる。お前ん方、2,000万あろうが。金、どけあっとか」などと問いかけたが、A2から金の在処など知らないと答えられると、Bと同じくその左耳上辺りを銃撃した。K4は鈴木宛の手記で、父の指示に反して心臓ではなく頭を銃撃した理由について、人間は心臓を撃ち抜かれても即死せず、大きな苦痛を味わうと聞いていたことや、A2は旧知の仲であり、Bも居合わせただけであるため、彼らを殺すことは避けられないにしても頭部を銃撃して脳を破壊することで一瞬のうちに意識を喪失させ、できるだけ彼らに苦痛を味わわせないようにしようと考えたためだという旨を述べており、また先にBを銃撃した理由についても、「目の前で友人を殺られる場面を見て死の恐怖を感じる前に、すべてを済ませてやろうと思ったからだ。」と述べている。
その後、K4はいったん車外に出てK3に対し「頭を撃ったが2人ともまだ生きている」という旨を報告した。K3はそれを電話でK2に伝えると、K2はそれをK1に伝えたが、K1はK2から携帯電話を取り上げ、K3に対し「何で頭ば撃ったとか。胸ば撃てち言うとったろうが」と怒鳴りつけた。その後、K2は再びK1から携帯電話を受け取り、K1と同じようにK3に対し「お父さんが胸ば撃てち言いよらす。3発ずつ6発全部撃てげなばい」と指示した。それをK3から伝えられたK4は、再びK3に拳銃を渡そうとしたが拒まれたため、再びワゴンRの助手席に乗り込み、4発残っていた拳銃をそれぞれA2・B両名の胸に2発ずつ撃った。これにより、A2はその場で死亡した。K4は鈴木宛の手記で、2人が頭部を撃ち抜かれても即死しなかったため、自分でとどめを刺すことが嫌になり、K3に銃を渡して残り2発ずつ撃つよう仕向けたが、K3がそれを拒んだために憤慨し、本気でK3を撃とうと思って怒鳴りつけて銃を向けたところ、K3が尻込みして命乞いしたため、怒りは冷めたもののK3を軽蔑したと述べている。
その後、4人はK1の指示により、それぞれ移動して合流することを決め、大牟田川付近で再び合流した。K1・K2はその移動中にK3らと連絡を取り合ううち、A2は既に死亡したが、Bがまだ生きていると報告された。そのため、4人はK1の指示の下、合流後にアイスピックでBにとどめを刺すことを決め、K2がMPV車内にあった2本のアイスピックのうち、長い方の1本をK4に手渡した。そして、K1とK4がワゴンRに、K2とK3がMPVにそれぞれ分乗し、K1とK2がそれぞれ車を運転して出発した。そして2時25分ごろ、K4はワゴンRの車内で、Bの左胸にアイスピックを突き刺してとどめを刺した。2人とも死因は失血死である。

### 3人の遺体を遺棄
3人 (A1・A2・B) の遺体が入った軽自動車が遺棄された現場は諏訪川に架かる「馬沖橋」から南西（下流）約345 m先の諏訪川左岸堤防道路（おおよその座標）で、車がすれ違いできない狭い道だった。沈められた車が発見された現場は、「馬沖橋」から約350 m下流地点の諏訪川（座標）で、川幅は約50 mあった。車が沈んでいた位置は、川岸から約25 mの川底（水深約3.5 m）で、川が大きく蛇行した場所であった。同現場から約200 m下流には、「三井水門」という名称の水門（座標）があったため、現場の水深は諏訪川の他の箇所より深くなっていた。なお、車はK2が供述した場所より数十メートル下流で発見されたが、これは車がしばらく浮くなどして流されたためと判断されている。現場周辺は熊本県荒尾市との県境に近い田園地帯だが民家も多く、近くには市立駛馬北小学校などがあった。
A2とBを殺害した後、4人は彼らとA1の遺体をワゴンRに積み込んで車ごと遺棄するため、A1殺害現場付近の岸壁へ移動し、K4が同所でA1の遺体をMPVから引きずり降ろした。しかし遺体は重くてK4だけでは持ち上げられなかったため、K3と2人がかりで持ち上げてワゴンRに積み込んだ。検察官の冒頭陳述によれば、これは18日2時40分 - 50分ごろの出来事である。その後、K1がワゴンRを運転するなどして諏訪川付近に行き、A1らの遺体を遺棄しようとしたが、通行車両があったため、4人は犯行をいったん中止してK1らの自宅（桜町）に戻り、ワゴンRのナンバープレートを外すための電動ドライバーなどを用意した。K4の手記によれば、諏訪川の下流側から堤防道路を走って遺棄現場に向かおうとしたところ、24時間営業のうどん屋でプロパンガス業者がトラックを路上駐車してガスボンベの交換作業を行っていたため、そのトラックをどかさせた上でK1とともに遺棄現場に向かって遺体を遺棄しようとした。この時はK3が遺棄現場（「馬沖橋」付近）より下流側にある先述のうどん屋付近で、K2も同現場より上流側にある「一部橋」（正式名称は「駛馬橋」、座標）付近で、それぞれ現場付近へ通行車両が入れないように車で堤防道路の入口を塞ぎ、K4が夜釣りをしている者がいないか見張りながら、K1がワゴンRを沈めるという算段だったが、K3が駐車していたうどん屋付近に3、4台の車が来てしまい、長くは駐車できないためいったん中止して桜町の実家に帰ったという。
4人は同日3時15分ごろになって再び諏訪川へ赴き、遺棄現場に車を停車した。この時はK1が3人の遺体を載せた車（ワゴンR）を運転し、K4が同車の助手席に乗った状態で諏訪川の下流から堤防上を走り、K2の乗った車が先導する形で遺棄現場に向かっていた。K1は遺棄現場から約500 m手前でいったん停車しているが、この時にK4が降車してワゴンRの前後ナンバープレートを外した上で、A2・Bの携帯電話とともに諏訪川に投げ捨てている。この間、K2は自身が運転していたMPVの前照灯でワゴンRを照射し、K4の作業を助けている。また、K1とK4はワゴンRを沈みやすくするため、車の窓3つを少し開けた。
こうして3時30分ごろ、K1はA1・A2・Bの遺体を載せた車を、エンジンをかけてドライブギアにしたままの状態で、車外からアクセルを踏むことにより、土手の斜面から川の中央付近に向けて走行させることで水没させ、3人の遺体を遺棄した。車は落水してもなかなか沈まなかったため、K4はK1に命じられて川に入ろうとしたが、その直前に沈んでいった。検察官の冒頭陳述では、K3はK1が遺体を遺棄する際に対岸の道路に乗用車を駐め、他の車が入れないようにしていたとされているが、K4の手記によれば、K3はK1たちと同じ左岸側にあるうどん屋付近で車を駐め、他の車が入れないようにしていたという。同日夜、川べりの堤防（高さ約6 m）付近で車がヘッドライトを点灯したまま駐車してあったという目撃証言がなされている。

### A1宅を物色
4人は軽自動車の水没を確認してから、桜町の実家に帰った。その後、4人で今後の行動について話し合い、夜が明ける前にA1宅へ行って金品を物色することで話がまとまったが、この時点でK1・K2はK3・K4がA3を殺害して金庫を奪ったことを知らなかった。そのため、K4は金品の隠し場所を知っていたK2を誤魔化すため、「A2を殺した時に金と金庫の在処を聞いたが、金はどこにあるか分からない。金庫はA3が持って家出していった」という旨の嘘をついた。これを受け、K1は「後でA3を捜して金庫を奪おう」と提案したが、その後のA3の処遇についてK4が質問したところ、K2は強い口調で「A3は殺さない」と念押しした。
一方、話し合いが終わるとK3はK1に対し「俺はA1宅に行ったら自分で帰るから、自分の車で行く」という旨を伝え、K1から「お前の車は目立つから（実家のワゴン車に）一緒に乗って行け」と言われても聞かなかった。K4は手記で、K2がそのようなK3の自分勝手な態度に激怒しており、自分もK3を兄弟としても極道としても恥と思ったと述べている。そのため、夜明け前にK1・K2・K4の3人でA1宅に向かうことになったが、途中で新聞配達員のバイクが走り回っていることに気づいたK1がK4を通じ、K3に「K3の車は目立つから、駅の駐車場に駐車させて俺の車で回ろう」と伝え、K3の車を駅前の地下パーキングに駐車させた。そして途中でK1一行とK3が合流し、同日4時ごろになって4人はMPVをA1宅近くに停車した。K2は車内で待機した一方、K1・K3・K4の3人が同宅へ向かうことになった。3人はその途中で新聞配達員とすれ違ったが、早朝散歩を装って挨拶してやり過ごし、A1の携帯電話からK4が取り外していた鍵を使って玄関から同宅に侵入した。その際、同宅で飼われていた座敷犬が鳴いたり、K4たちの足に飛びついたりしたため、K4とK3はこの犬を蹴り飛ばし、最終的にはK1が頭を踏みつけて殺している。その後、3人はK2が言っていた「隠し場所」のベッドも含めてA1宅を念入りに物色し、K4がベッドの横（A3殺害時に奪った金庫があった場所の脇）に押し込まれた衣服の中から、別の金庫が埋まっているのを見つけた。しかしK4が金庫を解錠したところ、中身は土地・家の権利書、借用書、指輪などの宝石鑑定書のみだったため、K1は足がつくことを恐れ、それらの書類をすべて金庫に戻すよう命じた。一方でK3とK4はA3を殺害した際、A1宅の金庫から奪った指輪を質入れしていたため、その鑑定書が残っていれば警察が指輪を探すうちに犯行が発覚することを懸念したため、K4は鑑定書と指輪を盗み出し、同宅近くの電柱下に隠した。K1はその後も物色を続けたが、結局それ以外に金品を発見することはできず、最終的に物色を断念し、3人でK2の待っていた車に戻った。
同日4時30分ごろ、K2は走行中のMPV車内でA1の手提げバッグを物色し、現金約26万円を奪った。その後、K3とK4は大牟田駅のコインパーキングで車を降りたが、その際にK2は約26万円のうち10万円をK3に与え、K3はその半分である5万円をK4に渡した。
K3・K4は隠した鑑定書などを持ち出し、K3は同月19日、奪った指輪4個を質入れして2万1,000円を得ている。また、K1・K2は奪った現金を電話料金や飲食費の支払い、上部団体への上納金などに遣った。検察官の冒頭陳述書によれば、K3も奪った金を家賃の支払いに充てている。

### 犯行後
18日午後、K3は福岡県内の自動車整備工場を訪れ、犯行に用いたプレジデントのトランクや車内の清掃、車体のポリマー加工費用を尋ねていたが、その際に店員に対し「変な生ゴミば入れとったもんで、汚れとるったい」と言っており、店員が確認したところ、トランクには掌大の黒いシミがあったほか、その周囲には土が付着していた。その後、K3は22日に再び同店を訪れてトランク清掃を依頼したが、店側から多忙を理由に断られていた。
犯行に用いられたワゴン車は23日早朝まで、K1宅付近の駐車場に置いてあったが、K4はK2の逮捕に前後して（自身が逮捕される前）、大牟田市内の自動車整備工場にこの車を持ち込み、廃車処分にするよう依頼した。この自動車整備工場は北村組の事務所になっていた本町四丁目のアパート（前述）付近にあり、同アパートの元所有者でもあった。また、同工場にはK4の親族が約1年前まで勤務しており、経営者はK1一家とも面識があった。しかし当日は経営者が不在だったため、車は建物内に保管されており、25日に経営者が従業員から説明を受けた。また、工場の関係者が見たところ、車は年式こそ古かったものの目立った傷はなく、廃車にする必要性は感じなかったという。『朝日新聞』によれば、K4が逮捕されたことを知った工場の関係者が「廃車にしたら証拠隠滅になるおそれがある」と考えてそのまま放置しており、26日に県警によって押収されたという。県警がこの車を調べたところ、車内から血液反応が確認されている。

## 捜査

### 発覚前
17日からA3が高校に登校しなくなり、19日にはA3とBについてそれぞれ、福岡県警察の所轄警察署である大牟田警察署へ捜索願が出された。同日、K2はBの母親が息子の行方を尋ねてきた際に「知らない」と答えていた。一方、同日にはK4が両親にA3殺害の事実を打ち明けたが、それを聞いた両親はA3の遺体の処理方法（体にブロックをくくりつけただけ）ではいずれ遺体が腐乱して浮き上がってくることを危惧したため、K1はK4に対し、川に潜って遺体を引き上げ、人目につかない方法で処理するよう命じた。このためK4は知人から水中眼鏡を借りて諏訪川に潜り、自身が遺棄したA3の遺体を発見したが、遺体は既に損傷が激しかったため、引き上げることを断念している。同日にはK1がK4に酷似した男と一緒に、遺体発見現場付近で諏訪川を見つめながらゆっくり歩いている姿を近隣住民に目撃されている。
K2は9月20日、A3の親族に電話をかけて「A3が家出して行方不明になっている」と伝え、さらに他の被害者3人 (A1・A2・B) も行方不明になっていることを話した後、自宅を訪れたその親族と3時間あまり話したが、その際には4人の行方を心配する素振りを見せていた。またその場にはK4も居合わせていたが、彼は落ち着かない様子を見せていたという。一方、K4は同日に開かれた保育園の運動会を見に行った際、その会場でK2に対し、「おれは4人殺したけど、4人の中でA3のときが一番気持ち悪かったばい」と打ち明けている。
同日午前には、B宅に男の声で「B君の命はない」などという電話が掛かり、Bの家族が大牟田署に通報した。これを受けた県警はBが事件に巻き込まれた可能性が高いと判断し、誘拐事件の可能性もあるとして、県警本部の捜査一課を投入して本格捜査に乗り出し、その過程でA1一家も行方不明になっていることが判明した。なお、この脅迫電話はK1ら犯人側によるものではなく、県警が本格的に動かないことを懸念したBの友人が「脅迫電話をすれば、事件として扱ってもらえる」と考えて掛けたものだった。『週刊新潮』 (2004) は、19日にBの母親とA2の彼女が大牟田署に捜索願を出したものの、「事件性はない」と相手にされなかったことから、4人の失踪にK1一家が絡んでいると確信していたA2の仲間が警察を動かそうと考え、狂言の脅迫電話を掛けたと報じている。一方で同日昼ごろ、K2・K4が組事務所のあった本町四丁目のアパート前で目撃されていたが、目撃者（同アパート近隣の住民）によれば普段K4の姿を見かけるのは夕方以降が多く、印象に残ったという。

### 事件発覚
A3が通学していた大牟田北高校は連休明けの9月21日に県警から問い合わせを受け、担任教諭が1日に数回A3宅に電話を入れたが、本人とも家族とも連絡がつかず、同日11時ごろになって、諏訪川に浮いているA3の遺体が発見された。21日夜、K1は大牟田市内の飲食店で飲酒していたが、その際に「やれることはやった」などの独り言を何度も呟いていた。また、同店で「オレはこれでもう最後やからなあ」と呟いたという証言もある。
A1も行方不明になっていたため、捜査一課はA1と最後に会った人物であるK2が事情を知っているものと見て事情聴取を行い、翌22日0時53分、捜査一課と大牟田署はK2をA3に対する死体遺棄容疑で逮捕した。K2の当初の逮捕容疑は、18日早朝に「馬沖橋」からA3の遺体を投棄したという死体遺棄容疑だったが、同容疑については同月12日付で福岡地検久留米支部から処分保留とされ、最終的には嫌疑不十分で不起訴処分となっている。K2は警察から任意の呼び出しを受けた際、着替えや洗面用具一式を持って出頭している。また、K2が出頭することになった際、K4は「おかん、おれが1人でもう行くけん」「おれがもう警察に行くからいいって、おかんはいいから」と繰り返し言ったが、K2は聞かなかったため、K4は「苦しなったら、おれの名前いいな」と声を掛けている。同日には北村組の事務所に家宅捜索が入ったが、配下の組員たちはその時点までK2が逮捕されたことも、K1が大牟田署内で自殺未遂事件（後述）を起こしたことも知らなかったという。
23日、県警は同容疑でK2を福岡地方検察庁久留米支部へ送検した。県警捜査一課と大牟田署が同日10時過ぎから署員や機動隊を動員して諏訪川を捜索したところ、同日18時過ぎになって「馬沖橋」の下流約350 m地点からA1の軽乗用車（ワゴンR）が発見され、車内から行方不明になっていた被害者3人 (A1・A2・B) の遺体が発見された。発見時、車は川底に堆積したヘドロ状の汚泥の中に前のめりに沈んでいたという。これを受け、捜査一課と大牟田署は署内に92人体制の「大牟田市内における連続四名殺人並びに死体遺棄事件捜査本部」を設置した。

#### 一家4人を逮捕
動機については、K3・K4兄弟の率いるグループと、A2・A3兄弟の属するグループの間で女性関係を巡るトラブルがあったという可能性も指摘されていたが、最終的には金銭トラブルが主な動機とされている。事件発覚後もK3・K4は変わらず暴力団に出入りしており、K3は事件について質問されても関与を否定していたが、4人全員が逮捕されて以降、事態を重く見た上部団体は配下組員に対し、K1一家との接触禁止令を出している。

##### K1の自殺未遂
K1は22日9時ごろないし9時10分ごろ、妻K2が逮捕されたことを知って大牟田署に出頭した。この時、K1は自宅に「母さんを守っていってください。許してください」などという内容の遺書を残していた。また、出頭前にはカーテンを閉め切り、他人を寄せ付けようとしなかったため、K4はK1が自殺するのではないかと心配していたという。
K1は署2階の刑事課に上がると「妻が逮捕された理由を聞きたい」と申し出、取調室で捜査員1人から約1時間に渡り、机を挟んで事情の説明を受けていた。K1は取調室で捜査員と1対1で、任意の事情聴取を受けていたが、10時16分ごろに持っていた拳銃で自身の頭を撃って自殺を図った。この拳銃は、A2・Bの殺害に用いられた凶器でもある「ブローニング・ベビー」であり、適合実包6発（発射した1発を含む数）が装填されていたほか、K1の着衣ポケット内にも適合実包2発が入っていた。しかし銃弾は脳内に入らず前額部で止まっており、命に別状はなかった。
検察官は冒頭陳述でこの拳銃自殺未遂事件について、K1がK2らを庇うため、自分の単独犯行と主張した上で自殺しようと決意し、実行したと述べている。K1自身も第一審の公判で、動機について「私が真犯人だから自首して自殺しようと思った」「自分の命で償うしかない」などと述べている。大牟田署副所長の縄田和生は、この時点ではK1はあくまで「参考人」に過ぎず、逮捕した被疑者や不審人物などのように所持品検査を強制することはできなかったと説明している。
K1は頭部を負傷して病院に入院したが、後に額に残っていた銃弾の摘出手術を受け、傷口もほぼ回復した。医師が逮捕後の拘置に耐えられると判断したため、10月7日19時5分、K1はA1・A2・Bの3人に対する死体遺棄容疑で逮捕された。また、この自殺未遂事件について、K1は同年12月7日に銃刀法違反容疑で再逮捕され、同年12月17日に同罪（加重所持）で起訴されている。

##### K4逮捕
K2は逮捕当初、全て自分の単独犯である旨を主張していたが、4人の遺棄現場について供述内容を二転三転させる、捜査員から見て「明らかに嘘」とわかるような供述をする、詳細について言葉を濁すなど、その供述内容には不自然な点が目立った。また、捜査本部は女であるK2が1人で4人を殺害したり、車を川に押し込んだりすることは困難であると見ていたため、共犯者の存在について調べた。
K4は事件が発覚した22日夕方、近隣住民に対し「お騒がせしてすみません。ご迷惑をお掛けしました」と挨拶していた。また、同日深夜には諏訪川が見えるコンビニの駐車場で、K3とともに呆然と立ち尽くしている姿が目撃されている。しかし翌23日夜、K4は市内で捜査員から任意同行を求められ、同日深夜にA3に対する死体遺棄容疑で逮捕された（25日に送検）。ただし、同容疑については10月15日付で処分保留とされ、最終的には不起訴処分となっている（後述）。
K4は逮捕当初は容疑を否認していたが、後に「全部やった」と4人殺害を認める供述をした。しかし、後に逮捕されたK1も自身が4人殺害の実行犯である旨を供述していた。また、K2も自身の単独犯という主張を翻し「息子が撃った」「息子をかばおうと思っていた」と供述したが、捜査本部はそれまでK2が主張内容を二転三転させてきた経緯や、K1の「自分が4人を殺した」という供述にも信用性に乏しい内容が含まれていた点、K4が取り調べの中で自暴自棄な発言をしていた点から、各種の物的証拠などと彼らの供述内容を突き合わせ、裏付けを進めた。
K4は逮捕後の10月4日0時過ぎ、拘置されていた筑紫野警察署の留置場で丸めたトイレのちり紙を飲み込んで自殺を図ったが、うめき声を聞いた署員によってすぐに取り出され、命に別状はなく、入院することもなかった。また、実況見分調書に添付された写真の中には、K4が笑顔やカメラに向かってポーズを作った状態で撮影されたものも見受けられたが、K4は第一審の第22回公判で、捜査官から冗談を言われて笑顔になったところを撮影されたり、捜査官から言われるがままにポーズを取ったところを撮影されたものであると述べている。

##### K3逮捕
K3は事件が発覚した21日以降も、普段通り昼過ぎに外出し、深夜に帰宅する生活を続けていた。逮捕の約1週間前には喪服姿で外出する姿が目撃されており、A一家3人の葬儀に参列していたほか、逮捕前は弟K4の弁護士探しに必死な様子を見せていた。葬儀に参列した理由について、K3は自身は犯行に関与していないためだと主張している（後述）。また、母K2と弟K4が相次いで逮捕された後も、周囲に対しては「これ以上、家族から逮捕者が出ることは絶対ない」と話しており、同月末には『西日本新聞』の取材に対しても、A2・A3兄弟とはあまり面識がなかった（A2とは1回会ったことがあるだけで、A3とは全く面識はなかった）と主張した上で事件への関与を否定し、「（事件のことは）こちらが聞きたいくらいだ」と話していた。
しかし10月1日には県警から事情聴取を受け、同日23時35分、彼もA1・A2・Bの3被害者に対する死体遺棄容疑で逮捕された。K3の関与を裏付けた有力な証拠は、A1殺害後に荒尾市方面へ車を走らせていた際、Nシステムに映っていたK3の姿だった。
『朝日新聞』では9月に逮捕されたK2・K4の供述などから、K3への嫌疑が深まり逮捕に至ったと報じられている。一方で鈴木智彦 (2017) によれば、K3の関与を最初に自供したのはK2で、K1・K4は捜査段階ではK3の関与について供述しなかったが、K4は裁判でK3とすれ違った際に「全部話してしまえ」と囁かれたことがきっかけでK3の関与を話し始めたという。K3は逮捕当初、「身ごもっていた内妻や生まれてくる子供のことを考えると死刑になりたくないという気持ちだったし、K2やK4が庇ってくれていたので、正直に話せなかった」と供述し、起訴されるまでは「この一連の事件で一番悪いのは、自分だと思っています」と供述するなど、被疑事実をほぼ認めていた。

#### 再逮捕・起訴
K1が逮捕された10月7日、K2・K4の両名もK1の逮捕容疑と同じくA1らに対する死体遺棄容疑で再逮捕された。同容疑については、K2・K3・K4の3人が10月22日に、K1は同月26日に、それぞれ福岡地検久留米支部によって起訴されている。
取り調べに対し、K2は「（A1から依頼されていた）借金の取り立てが不調でA1に責められていた」、K1は「（A1が）ヤクザを馬鹿にした」とそれぞれ供述したことから、捜査本部は金銭問題がA1殺害の動機という疑念を強め、4被疑者のうち複数人から「A1から金を奪う目的で殺した」との供述を得た上で、それらの裏付け捜査を行った。同月26日、捜査本部は4人をA1に対する強盗殺人容疑で再逮捕した。
11月11日、A1殺害時に用いられた凶器とみられるワイヤー錠のようなものが殺害現場（大牟田港）付近の大牟田川から発見されている。凶器のワイヤー錠はその後、第一審の第2回公判（2005年4月12日）で拳銃やアイスピックとともに検察官から証拠品として提出されている。
11月16日、4人はA1に対する強盗殺人罪で追起訴され、同日にはA2・Bに対する殺人容疑などで再逮捕された。12月7日、一家4人はA2・Bに対する殺人・銃刀法違反の罪で追起訴され、同日にはK3・K4の2人がA3に対する強盗殺人容疑（K3は死体遺棄容疑も含む）で再逮捕された。同月27日、福岡地検久留米支部はK3・K4をA3に対する強盗殺人罪で追起訴したが、A3は川に投げ込まれた後に死亡した（前述）として、死体遺棄罪については不起訴処分とした。

## K3逃走事件
2004年11月13日17時40分ごろ、K3は取り調べを受けていた福岡地検久留米支部の仮庁舎（福岡県久留米市篠山町）から逃走する事件を起こしたが、約3時間後の20時55分に熊本県荒尾市上井手の駐車場で身柄を確保された。同支部庁舎は当時建て替え中で、隣接する福岡地裁久留米支部の敷地内に建設された仮庁舎への移転が同月8日に完了したばかりだった。

### 逃走前の経緯
同日9時30分ごろ、K3は留置先の久留米警察署から同支部へ移送され、10時ごろから同所で一連の事件に関するK3の取り調べが行われていた。護送を担当したのは、責任者である大牟田署警備課の巡査部長と、護送員の同課巡査長・刑事課巡査長の3人である。この3人はいずれも留置管理担当者ではなく、刑事課巡査長が護送車の運転を、警備課の2人が付き添いをそれぞれ担当していた。K3は元力士で体が大きいため、県警により「特別要注意者」として扱われており、護送時には通常の護送員3人に加え、応援の機動隊員2人が常時同行することになっていたが、当日は大牟田署員が久留米署管理課の係長に「機動隊員が付くと本人が嫌がる」と伝え、係長も了承したため、3人だけで護送した。K3はこれ以前から、機動隊員の同行を嫌がって反抗することが多かった。
17時15分、K3に食事をさせるため、大牟田署員3人が逃走防止の目的でK3に付き添って建物3階の同行室（控室）へ移動した。同行室は、取り調べを受ける被疑者が休憩・食事をするための施設で、同支部の場合は室内に金網で囲った2つの小部屋があり、扉は閉めると中からは開けられないオートロック式になっていた。また、同支部では同行室を利用する際、監視の警察官は同行室の入口の鍵と、同行室内の小部屋の鍵の2種類を持って同行室に入り、小部屋には被疑者だけを入れることになっていた。しかし同行室を解錠した同支部の職員（事務官）は署員らに鍵を手渡さず、そのまま鍵を持ち帰った。また、旧庁舎の同行室の扉は鍵がかからない構造であり、署員3人は当時運用されていた仮庁舎への護送は初めてであったため、扉は施錠しないでおくものと思い込み、鍵を取りに行かなかったという。
その後、まず3人のうち2人がK3とともに同行室内の個室へ入室し、残る1人は初めは外にいたが、K3から「一緒に食事しよう」と誘われたために入室し、全員がK3と同じ個室に入る形となった。K3は両手から手錠を外されて部屋の正面奥の椅子に座り、その左に巡査部長が、扉の左右に巡査長2人が座って食事を摂った。県警の被留置者管理規程では被疑者の逃走を防ぐため、被疑者が同行室で食事をする間は警察官が同行室の扉を閉め、被疑者の入った部屋を施錠した上で、少なくとも警察官1人が室外で待機すること、また警察官は被疑者と同じ部屋には入らず、室外（中を監視できる場所）にいることが定められていた。しかしこの時、巡査長の1人はオートロック式になっている鉄格子の扉が閉まらないよう、室外に右足を出した状態で、腰縄も床に放置されており、K3は室内を自由に歩き回れる状態だった。

### 逃走から身柄確保まで
約10分後、署員たちより早く食事を食べ終えたK3は「暑いからエアコンをつけていいか」と言い、1人の許可を得て外に出た。この時、巡査長の1人は鉄格子が閉まらないように足で押さえていたが、K3から「眼鏡を貸して」と言われて貸したところ、K3はその眼鏡を個室内に投げた。鉄格子を押さえていた巡査長が眼鏡を拾おうと足を引いたところ、K3はその隙にドアを閉め、署員3人は室内に閉じ込められた。署員たちはK3をドア越しに説得したが、K3は閉じ込められた署員たちの前で腰縄を外し「担当さん、悪い」「死刑になるかもしれないから逃げる」「3日たったら戻ってくる」などと言い、階段を経由して1階西側通用口から庁舎外に逃走した。逃走は17時40分ごろのことで、署員はその後携帯電話で110番通報してK3の逃走を知らせた。
こうして庁舎から脱走したK3は車をヒッチハイクして移動し、逃走から約15分後の17時55分、同支部の約900 m南にあったタクシー会社（同市本町四丁目）のそばでタクシーに乗った。この時、このタクシーの運転手は裸足のK3からの「極道に3日ほど監禁されていた。隙をついて逃げた。料金は知人が払う」という言葉を信じ込み、その指示通り県道23号を南下して柳川市の沖端地区にある大きな橋の方へ向かった。この途中、運転手はK3から頼まれて携帯電話を貸したり、コンビニでお茶を買ってK3に与えたりしたが、K3は運転手に対して丁寧な言葉遣いで応対しており、運転手も目の前の男 (K3) が逃走中の強盗殺人犯だとは気づかなかったという。また、K3は乗車中の19時 - 20時過ぎにかけ、計3回にわたって運転手から借りた携帯電話から、K1配下の組員へ電話を掛け、待ち合わせ場所を指定したり、タクシー代を貸してほしい旨を伝えたりしていた。乗車から約1時間後、タクシーは柳川市内に到着したが、K3は降車しようとせず、同市内を転々とした後、国道209号を通らず大牟田方面に向かうよう指示された。
一方でK3の脱走後、久留米署には17時44分になって第一報が入った。県警は久留米署員全370人を緊急招集し、タクシー・バス会社などにも連絡したが、住民への直接の注意喚起は行わず、マスコミを通じて広報することを優先した。このため、検察庁舎付近の住民の大半は逃走から1時間以上が経過した19時になって、テレビのニュースで初めて事件を知ることとなった。久留米市民に逃走事件の発生を直接広報しなかった理由について、久留米署副署長の松永康行は「行き先を特定できないまま大々的に知らせれば、パニックを引き起こす恐れがある」と、県警本部長の廣畑史朗は「逃走直後の早い段階から被疑者は久留米から大牟田方向へタクシーで逃走中であるとの確度の高い情報を入手し、逃走現場付近での潜伏等の可能性が極めて低いと判断したことなどから」とそれぞれ説明している。
その後、タクシーはK3の指示を受けて熊本県玉名郡南関町を経由し、20時40分ごろにK3が指示した荒尾市の駐車場（身柄確保現場）へ到着した。この駐車場は県の重要文化財に指定されている「眼鏡橋」（座標）近くの駐車場で、福岡・熊本の県境にも近かった。当時、タクシーの料金メーターは20,400円を示していたが、K3は電話でそれより2,000円多い22,400円を持ってくるよう頼んでいた。また、運転手に「あと5、6分でここに金を持ってくることになっとります」と説明し、駐車場に着いてから一度外に出て携帯電話で誰かと会話していたが、話し終わってタクシーの助手席側後部座席に乗り込んだ直後、刑事4、5人が駐車場に到着した。K3は刑事にドアを開けられないよう、ドアを内側から手で押さえていたが、やがて観念した。県警はK3と通話していた組員の通話記録から、K3が乗車していたタクシーを特定し、そのタクシーの所属会社に「熊本県方面に行っている車はないか」と問い合わせたところ、該当するタクシー1台が南関IC（九州自動車道）付近を走行していることを確認、身柄確保に至った。

### 処分など
逃走事件については2005年（平成17年）1月4日、大牟田署がK3を単純逃走罪容疑で福岡地検久留米支部に書類送検した。同月11日に同地検がK3を単純逃走罪で追起訴し、一連の事件の捜査を終えた。K3は刑事裁判で一連の殺人などへの関与を否定した一方、この逃走事件だけは起訴事実を認めたが、その動機などについてはK2・K4の公判に証人として出廷した際、逃走前夜に（久留米署で）自殺を図ったが死にきれず、死のうと思って逃げたことや、父K1の近くで死のうと思って大牟田方面に逃走したということ、そして「自分がやった」という遺書を残せば、K4たちが助かると思ったことなどを供述している。また、タクシー代金を踏み倒さず、父の配下の組員に用意させて払おうとした理由についても、運転手が親身になって自分の話を聞いてくれたことを理由に「このような人の良い運転手を騙す訳にはいかない。タクシー代だけは払ってやりたいと考え直しました。そのようにタクシー代を払ってやることを決めると、そのお金を親父が組長を務める北村組の組員である〔当該組員の実名〕に用意させることにして、取り敢えずはこの〔組員〕に連絡をとることにしました。」と述べている。
また、地元住民からは、警察官3人が付き添いながら逃走を許したことや、県警が周囲に警戒を喚起する広報をしなかったことに対し強い批判の声が上がった。小野一光の取材に応じた社会部記者は、実況見分の際にK3がサングラスを掛けていたり、K4が殺害現場でガムを噛む・たばこを吸う・捜査員の足を蹴るなどしており、捜査員がそれを黙認しているなどといった姿が見られたことを指摘した上で、県警内部にそのような気の緩み・馴れ合いがあったことが逃走事件の原因であると指摘している。福岡県警監察官室は同月27日、重大被疑者の動静監視を怠って逃走を招いたとして、護送を担当していた大牟田署員3人にそれぞれ100分の10の減給（巡査部長は3か月間、巡査長2人は1か月間）、護送を監督する立場だった久留米署の留置管理課長に戒告といった懲戒処分を下し、他8人（大牟田・久留米の両署長ら）も本部長訓戒などの処分に付した。また県警および警察庁は事件を受け、以下のような対応を取ったほか、県警総務部長の渡辺達哉は同月22日の県議会警察委員会で県警の落ち度（護送員の危機意識の欠如など）を認め、県民に謝罪している。
- 県警 - 県内全署宛に渡辺の名で「逃走事故防止の徹底」を喚起する文書を出し[342]、同月17日、県警留置管理課が県警本部に各警察署の留置管理課長らを招集し、留置手順の徹底を指導した[343]。また、地検各支部の同行室などの緊急点検も実施した[342]。
- 警察庁 - 事件後、全国の警察本部に対し「同行室の運用実態の把握」「同行室での監視要領の制定」「被疑者に応じた護送態勢と人員の制定」などを指示した[22]。

## 刑事裁判
4被告人ともいったんは国選もしくは私選の弁護人が決まっていたが、K4の弁護人は産休のために辞任し、K2の私選弁護人も「やりたくない」と辞任した。その後、K1の弁護人も担当できなくなったため、K3以外の3被告人について国選弁護人の選任が必要となった。福岡県弁護士会筑後部会（部会長：高橋謙一）は3人の国選弁護人を選任するため、部会内で作成していた国選弁護人名簿に基づき、名簿に掲載されていた弁護士たちに担当を依頼していたが、辞退者が相次ぎ、引き受け手が見つからなかった。
一方、弁護士会内で「今回は重大事件だ」との指摘が出されたため、同部会は翌2005年1月から運用する予定で作成を進めていた特別案件用の名簿から弁護人を選任することとなった。その名簿には中堅を中心に十数人が登録される予定だったが、記載順が未定だったため、同会は2004年12月2日、全登録予定者を対象にあみだくじによる弁護人の選任を行い、3人を選任した。同部会は「公平を期する」ためにあみだくじで選任を行っており、同会所属の弁護士は「拘置所が建て替え予定で遠隔地になることや、調書が膨大で手間がかかるため引き受け手がいなかった」と証言している。この問題について土本武司は、地元の部会に適切な人材がいなければ、他の部会に相談する方法もあったかもしれないと指摘している。
第一審判決が宣告された時点で、K1の弁護人は富永孝太郎、K2の弁護人は北村哲、K3の弁護人は紫藤拓也、K4の弁護人は永尾廣久がそれぞれ担当していた。同時点の福岡地検久留米支部長は、内藤惣一郎である。

### 第一審
第一審の公判は、福岡地方裁判所久留米支部（高原正良裁判長）に係属した。
初公判は2005年3月15日に開かれ、罪状認否でK1は4人殺害・死体遺棄について家族3人との共謀を否定し、全て自身の単独犯である旨を主張した上で、A1殺害については金品を奪う意図はなかったとして、強盗殺人罪の成立を否定、殺人罪と窃盗罪に該当することを主張した。また、K3は逃走事件を除く一連の犯行（4人殺害・死体遺棄）への関与を全て否定した一方、K4・K2の2人は起訴事実を全面的に認めた。その後、検察官が冒頭陳述を行い、4被告人が関与した強盗殺人・殺人・死体遺棄・銃刀法違反の各罪状について、謀議状況などからそれぞれ共謀の成立を主張した上で、犯行の背景から経緯に至るまで詳細な態様を陳述した。
K1の弁護人は次回公判以降、公判を分離することを希望し、審理は第2回公判（同年4月13日）より、起訴事実を認めたK2・K4の両被告人と、起訴事実を否認したK1・K3両被告人のそれぞれ2グループに分離された。その後も、K1・K3の公判にK2やK4が証人として出廷したり、逆にK2・K4の公判にK1やK3が証人として出廷したりした。同年11月8日のK1・K3の公判（K4が彼らの法廷で証言するのは同日が最後という予定だった）で、証人として出廷したK4はK1に対し「親父と会うのはこれが最後。死ぬまでしっかり生きてほしい」と述べているが、『日本経済新聞』はこのK4の行動について、死刑判決を覚悟したように父親らに別れの言葉を述べる異例のものであったと報じている。K4は同年5月12日、久留米拘置支所から福岡拘置所へ移送された。

#### 法廷での兄弟喧嘩
同年6月21日および10月11日に開かれた公判で、K3は無実を主張したり、母K2を「実の親とも、身内とも思っていない」と表現したりしたが、これに憤慨したK4と法廷で一触即発になり、刑務官によって廷外に連れ出されている。K4はK1・K3の公判（同年9月27日）で検察側証人として出廷した際、自身の単独犯を主張したK1について「息子であることを誇りに思う。正しいことを言ってほしい」と述べた一方、関与を否認するK3については「両親を踏み台にして自分だけ責任逃れをするのは人間として失格。最後くらいはきちっとするのが社会に対してのけじめ」と批判している。
一方で同年10月18日に開かれたK1・K3の公判で、K4はA3を自ら殺害した理由について質問されると「直接兄貴に人殺しをさせたくなかった」と答えており、K3との仲については「逮捕された今でも兄と思っている」と供述している。また同年11月8日の公判では、K1・K3の2人に対し、それぞれ涙を流しながら真実を語るよう訴えている。

#### K2・K4の審理
K2は第15回公判で、自分には犯行に家族を巻き込んでしまった責任があると述べ、第18回公判では母親としての真情（犯行に巻き込んでしまったことへの謝罪など）を述べている。一歩でK4は検察官から「また同じ状況になったら、あなたはどうしますか」と質問されると「崖っぷちやったら、おれは殺してやるです」と発言した。
2006年（平成18年）3月14日に開かれた第22回公判で、K2とK4はそれぞれ公判を傍聴していた被害者遺族（A1の母親ら）の方を向いて謝罪の言葉を述べ、頭を下げた。同日、K2は死刑を受け入れることが唯一の謝罪方法であるという旨を述べている。また同月の公判ではBの母親が「残された者の悲しみをわかってほしい」と被告人らに反省を促す言葉を述べた。
しかしその次の公判（3月28日）で、被害者遺族の1人であるA1の母親による「K2が（息子）2人の殺人鬼を育て上げた。同じ苦痛を受けさせてやりたい」という調書が裁判長の高原によって代読されたところ、K4は陳述後に行われた弁護人による被告人質問の際、A1の母親に対し「ふざけんな。親を悪く言うな」などと叫び、高原から「落ち着きなさい」と諭されたほか、K2からも制止されている。これに対し、A1の母親はK4について「謝罪の言葉は述べても、反省するような人間じゃない」と思ったという。一方で意見陳述後、K4は「責任を持って極刑を受けます」と答えたとする報道もある。上告趣意書によれば、K4は第23回公判でK2とともにBの母親に頭を下げ、謝罪の言葉を述べている。
K2の知人でもあったBの母親は公判中の2006年3月から6月にかけ、当時大牟田拘置支所に収監されていたK2と4回にわたる面会を重ね、「なぜ事件が起きたの。あなたを追い詰めたものは何」と詰問していた。彼女は『西日本新聞』の取材に対し、K2らについて「死刑は望んでいない。私が生きることがつらいように、被告〔人〕たちも生きて一生苦しんでほしい」と述べている。一方でK2は判決前に面会した遺族に対し「謝罪の言葉に、マスコミがどう反応するか知りたい」とも述べていたという。

##### 死刑求刑
2006年5月2日の公判で論告求刑が行われ、検察官はK2・K4の両被告人ともに死刑を求刑した。検察官は論告で、一連の事件は4被告人が共謀して起こしたものであり、4人全員が殺害計画・犯行に関与したものであるとした上で、犯行動機はK2が無計画で場当たり的な生活を続けたことによって陥った資金難を打開するためであり、金銭欲・自己保身欲を満たすためのものであると主張した。また、犯行は周到・綿密に準備された計画的なもので、事件を隠蔽するために遺体を遺棄するなど、完全犯罪を目論んだものである旨も主張した。
次いで、犯行態様は執拗かつ残虐であり、生命の尊厳を冒涜したものであると位置づけた上で、以下のように両被告人の情状について言及し、矯正は不可能であると主張した。
K2
K3・K4の息子2人に対し「分け前」を提示して犯行に引き込んだ。事件を主導した1人であり、動機面における中心的存在であった。母親が子供に人を殺させるとは人間の所業ではない。同種再犯の可能性が高い。
K4
2晩程度の間に殺害実行犯として4人の命を奪っており、殺人鬼としか言いようがない。A1殺害の際には車外にいたK3にからかわれて笑ったり、たばこを吹かしたりしており、人間性や良心の呵責の欠片も見られない。K4は被告人質問で、K2から指示された殺害行為について「組員として自らの手を汚すことは務めであり、自分の考えるやくざ論としては名誉なこと」などと正当化していることなどから、歪んだ観念・発想が人格の本質に深く根差している。これまでの公判でも度々暴言を吐くなどしており、犯罪性向は矯正不可能である。
そして一連の事件は「被害者一家を根絶やしにし、金銭欲の赴くまま生命を奪った史上稀に見る犯行」と位置づけ、社会や国民に大きな衝撃・不安・恐怖を与えた事件であること、遺族の処罰感情も峻烈であることを挙げ、2被告人に対しては「寛刑に付されれば国民の安全は守れない」「極刑しかあり得ないと言わざるを得ない」と結論づけた。

##### 最終弁論
同年6月13日の第25回公判で、K2・K4それぞれの弁護人による最終弁論が行われ、両被告人の審理は結審した。最終弁論の要旨は以下の通りで、「被告人なりに反省、悔悟の情を示している」として死刑回避を求めるもので、両被告人は最終意見陳述でそれぞれ謝罪・反省の弁を述べている。
K2の弁護人
犯行の首謀者はK1とK3である。K2は2人の圧力から事件に加担せざるを得ない状況にあったが、殺害に臆する気持ちがあり、従属的かつ消極的であった。K2は公判で他の3被告人に真実を話すよう促しており、再犯の可能性はない。
K4の弁護人
K4は暴力団の家庭に育ったことで暴力団特有の思考に浸かっていた。事件当時は20歳3か月と若年であり、精神的にも未熟であった一方、矯正可能性が認められる。

##### 死刑判決
同年10月17日に判決公判が開かれ、福岡地裁久留米支部は求刑通り、K2・K4の両被告人に死刑を宣告した。
同地裁支部は、A1殺害についてはK3・K4の2人が共謀し「呼吸を合わせて連携して行ったもの」と認定し、A1殺害については殺害・遺体の処理などについて4被告人で謀議を図ったことを理由に、4被告人の共謀を認定した。また、A2・B殺害についても、4人が遺体を遺棄するために使用する車を得ることや、姿を見られたことから事件発覚を恐れて口封じを図ったことが動機であるとして、4被告人の共謀を認定した。『西日本新聞』久留米総局記者の河津由紀子はこのような事実認定について、K1・K3の共謀を積極的に認定した判決と評している。
その上で焦点となっていたK2の関与の程度については、弁護人の「従属的だった」という主張を退け、K2が犯行のきっかけを与え、積極的に関与したことを認定した。量刑理由では、各種の情状について以下のように列挙している。
犯行の動機・態様
動機は身勝手・短絡的なもので、酌量の余地はない。態様も執拗・残虐かつ人命を軽視したものである。
遺族の処罰感情、および被告人らの反省の念
遺族の処罰感情は峻烈である一方、被告人らから被害弁償や慰謝の措置、謝罪の言葉はない。
各被告人の情状
K2
K2は「動機面での中心的存在」となっていた。自ら息子2人を犯行に引き入れ、A1殺害の際には首を絞め続けるよう指示したり、殺害後にA1のバッグを物色して現金を発見したりしている。B殺害の際にもK4にアイスピックを手渡すなどしており、直接殺害行為を実行していない点は有利な情状としては認められない。犯行態様や結果の重大性（3人殺害に関与したこと）、反規範的な人格態度の存在といった事情も認められる。
K4
K4は被害者4人全員の殺害実行犯である。刑事責任の重大さに加えて「暴力団特有の人命を軽視する反社会的な価値観、偏った美意識」および、父K1（組長）や母K2（姐御）から犯罪行為を指示されれば、絶対のものとして実行に移すという「反規範的な傾向」を強く有していることから、「人間の生命の尊厳を軽視する態度」が顕著で、矯正は困難である。
以上の点から同地裁支部は、K2が反省の弁を述べていることや、K4は犯行時20歳3か月と若く、概ね自白していることなどといった有利な情状を斟酌しても、両被告人に対し「極刑をもって臨むほかない」と結論づけた。
K4は同日中に、K2も同月26日付で、それぞれ福岡高等裁判所へ控訴した。その後、K2は12月7日付で久留米拘置支所から福岡拘置所へ移送された。K4は控訴理由について、小野宛の手紙で「私がまだやらねばならぬ事が残っている為」と述べていたが、小野はその「まだやらねばならぬ事」とは、父K1が率いていた北村組を新生「二代目北村組」として存続させるための作業であると述べている。

#### K1・K3の審理
公判では凶器だけでなく、K2が持っていたとされるカッターナイフ（前述）も証拠品として提出されたが、K1は「見覚えがない」、K3は「断定できない」とそれぞれ供述している。

##### K1の主張
K1は自身の単独犯を主張し、K2・K4が死刑を求刑された際には、彼らの冤罪を主張していた。
K1はA1殺害については強盗目的ではなく、A1の態度が気に入らなかったことが殺害動機であると主張した。また、自分やK2は起訴されていないA3の殺害・死体遺棄についても自身が実行したと主張し、その動機については家族問題や金銭目的などではなく、「口論になってはずみで首を絞めた。殺すつもりはなかった」と供述している。一方、犯行の詳細についてはところどころ「覚えていない」と供述しており、また被害者との関係や犯行の経緯・詳細について質問された際には曖昧な返答を繰り返した一方、家族との共謀に関して質問されると「子供たちが人を殺すわけがない」と反論している。なお、A3殺害の凶器の1つであるロープの色については、検察官からの被告人質問で「黒と黄色」と発言していたが、実際には白のロープであった。
一方、K2はK1・K3の公判で、検察官の主張した通り6,000万円以上の借金を抱えており、家族4人で共謀して強盗殺人におよんだことを認めた上で、K1に対しては「私くらいは共犯として認めてほしい」、K3に対しても「事実を認めてほしい」とそれぞれ述べている。また、逮捕当時自身の単独犯を主張していた理由については、「全て私が引き金。一番責任が重かったから」と供述している。その一方でK4は、事件当時の自身の経済状況については「苦しいが、喉から手が出るほどではなかった。強盗や殺人をしてまでのお金は必要なかった」と供述したものの、動機は「欲とか借金逃れ」と認めた上で、4人殺害を実行した点については「親父の命令は絶対。断ろうという考えはなかった」と供述している。また、調書によればK4は「実の親兄弟に人を殺させるくらいなら自分がやろうと思った」「やくざになったことは後悔していない。今回のことも後悔してはいけないと思っている」などと話していた。

##### K3の主張
K3の弁護人は冒頭陳述（2005年6月14日）で、事件発覚前にK4が死刑になることを恐れたK2の提案により、「一家4人で共謀したことにすれば全員が無期懲役で済む」という理由から、K3が犯行に加担したとする物語が作り上げられた――という主張を展開し、K3は逃走事件を除き、犯行現場に不在で共謀もしていないと訴えた。弁護人はその陳述にあたり、K3の傷害致死前科（後述）を挙げて「罪悪感から、二度と同じことはしないと決意していた」とした上で、K4がA1宅から金を盗もうとした際には「A3を殺して金を奪おうと提案した弟を止め、帰宅した」などと主張している。主張したアリバイの内容は以下の通りである。
殺害・死体遺棄の現場
いずれも不在である。
A3殺害
K4の単独犯行。K4と一緒にA1宅に行ったが、A3が1人でいることを確認したK4が「殺そう」と言った際、「殺すのはいけない」と諭してK4を連れ帰った。その後、K4がA3をバイクで連れ出し、諏訪川で揉み合って殺したと聞いた。「馬沖橋」で駐車していた理由は、K4が主張する殺害・死体遺棄のためではなく、車のタイヤのパンクを修理していたためである。（検察官の「通行車両があった」という追及に対し）運転手と顔を合わせて話している。腰が悪く（後述）、重い物は持てないため、（K4と共謀してA3を諏訪川に投げ入れたとする）犯行は不可能である。
両親やK4との謀議について
組事務所（本町四丁目のアパート）にいたことや、A1に睡眠導入剤を飲ませたことは事実であるが、前者については仕事の電話で出入りを繰り返していたため、両親やK4が殺害の謀議を行っていたことは知らなかったという。後者についても「腹いせのため」であり、殺害することまでは考えていなかった。仕事の電話をしていたのは、自分の生活のためで、（犯行謀議とされる家族らの話し合いには）関わりたくなかった。K1から「お前はもうすぐ子供が生まれるから自宅に帰っておけ」と言われ、犯行時刻は自宅でビデオを見ていた。
犯行後の行動
諏訪川から遺体の乗った車が発見された際は、「自分の家族がやってしまった」と考え、涙が出た。自分は犯行に関与していないから、被害者の葬儀に行った（前述）。
捜査段階における供述調書によれば、K3は殺害・死体遺棄をした際の心境について当時の心境を交えながら詳細に語っていたが、公判では「警察官が作文した」と主張している。
また、K3の捜査段階における供述の任意性に関する審理も行われ、K3は弁護人の質問に対し、捜査段階で死体遺棄容疑を認めたことについては「警察官がシャープペンシルで下書きした書類をボールペンでなぞった」「内妻が『別れる』と言ったと聞いて、ショックで否認しても無駄だと思った」「検察官に『（犯行を認めれば）内妻の接見禁止は解いてやる』と言われた」「内妻に会いたくて、うその供述をしようと思った」などと証言し、弁護人も捜査官による利益誘導などのために任意性がないと指摘した上で、K3はK4や家族を庇うために虚偽の自白をしたと主張した。後の公判でも、K3は自白した理由について、ポリグラフ検査を受けたことや、K2らが自白していることを知らされたことなどから自暴自棄になったことに加え、弟であるK4を助けるため、自分が嘘の自白をしようと思ったためであると供述したほか、K2から「お前も加わったことにしてくれ」と言われたため、K2・K4とともに自分が加わったというストーリーを作り上げたと供述した。高原裁判長から「あなたが本当のことを話しているなら、なぜ2人は嘘を言っているのか」と質問されると、K3は「全員が無期になるため」と答えている。
一方で母K2は、K3の弁護人が冒頭陳述で主張した「事件後に現場を回り、事件について口裏合わせをした」という内容を否定したが、自身が警察に出頭する直前、K1から「余計なことは喋らなくていい」と言われたことや、K4から「苦しくなったら俺の名前を出せ」と言われた（前述）ため、逮捕後に最初にK4の名前を共犯者として挙げたことなどを証言している。一方でK4は、兄の証言を「すべてうそ」と断じ、自身の単独犯と主張されたA3殺害については「自分1人の意志でやるならどこかに呼び出した隙に金を盗む」と主張しているが、K3はK2・K4による「K3も関与した」という供述は虚偽・誤解であると主張していた。また、K3はA3殺害時の状況について、K4に対し何度も「殺すのはやめよう」と言った旨を証言しているが、K4は「やめるよう勧めたのは自分だ」と逆の供述をしていた。
また、事件当時K3やK4と交際していた女性2人の証言についても公判で調べられたが、彼女らはK3の「〔A3が殺害された〕9月16日から17日にかけて、部屋に一緒にいたK4が自分の車（プレジデント）を借り、1人でA3を殺害しに行った」という主張とは矛盾する証言（「K4は長い間席を外してはいなかった」「車のエンジン音やドアの開閉音もなかった」という内容など）をしていた。検察官は、K3の「腰が悪い（後述）ため、A3を遺棄することは不可能」という主張への反証として、医師の「痛みをこらえれば可能」という証言を証拠提出している。一方で弁護側は、「腰に強い痛みがあり重いものは持ち上げられないだろう」という医師の見解や、末弟（K1・K2夫婦の三男）による「人に罪をなすりつけるような人ではない」という証言、またK1の配下組員による「K2やK4からは事件について聞いたが、K3からは聞いていない」という旨の証言などを公判で明かしている。

##### K3の体調不良
K3は2005年1月から福岡刑務所（福岡県宇美町）に拘置されていたが、同月から不眠を訴え、眠れない際には就寝前に向精神薬を渡されていた。公判中の同年5月5日朝、K3は意識が朦朧としている状態に陥っているところを職員に発見されて刑務所外の病院へ搬送され、緊急入院した。K3は向精神薬による悪性症候群に陥っていると診断され、一時は意識不明になるなど危険な状態に陥ったが、同月31日に退院した、同刑務所では入所者の自殺を防ぐため、薬は職員が飲んだことを確認するよう内規で決められているが、K3は職員からもらった量の薬では眠れないこともあるという理由から、効き目を上げるため薬を飲んだふりをして吐き出し、入院した前日の夜にまとめて飲んだ記憶があるという旨を説明している。
このため、同月10日に予定されていたK1・K3の公判は中止され、24日・31日の公判も延期された。また、K2・K4両被告人の公判にK3が証人として出廷することもできなくなったため、彼らの公判期日にも影響が出た。当初は関係者からの情報により、K3は肺炎で入院しているとされていた。K3は退院後に開かれた同年6月7日の第4回公判で約1か月ぶりに出廷した際、体調不良を訴えることはなかったが、この時も右足を引きずっていたり、右手を小刻みに痙攣させたりしていた。
同刑務所を管轄する福岡矯正管区は同年7月27日、遺書が見当たらなかったことや、K3の説明を覆す証拠がないことから「自殺の可能性は極めて低い」という内部調査の結果を公表したが、法務省矯正局によれば、受刑者・被告人が死亡した事例以外で調査結果が公表されることは極めて異例だった。一方、K3はK2・K4両被告人の公判で行われた証人尋問の際、検察官からK2との関係について尋ねられ、興奮した口調で「もう二度とおれを生んでほしくない。判決の結果がどうあれ、おれは自殺する」と答えている。

##### 死刑求刑
論告求刑前最後の公判となった2006年9月19日の公判では、A1の母と妹がそれぞれ2被告人への厳罰を求める意見陳述を行った。特にA1の妹は「生きて償うなどありえない、許されない。死刑より重い罪があれば教えてほしい」などと訴えている。
同年10月24日の公判で、検察官は以下のような論告を行った上で、K1・K3の両被告人にいずれも死刑を求刑した。
K1・K3それぞれの主張について
「家族4人で共謀した」とするK2・K4の証言には信用性がある一方、K1・K3の主張はいずれも不合理で、他の証拠と矛盾している。
犯行の動機・態様など
一連の事件は金銭欲・自己保身欲のために起こされたもので、被告人らは事前に計画を練り、巧妙な犯行を続けた。犯行は残忍かつ執拗で、遺体を遺棄するなど完全犯罪を目論んだものであり、生命の尊厳を著しく冒涜している。史上稀に見る凶悪な事件として社会に大きな衝撃・不安を与えており、遺族の処罰感情も峻烈である。凶悪ぶりは筆舌に尽くしがたく、公判廷で虚偽供述を積み重ねるなど、死刑適用を躊躇する要因は一切ない。
被告人K1の情状
事件を主導し、動機の中心的存在にあった。息子2人を犯行に引き込んだことは人間の所業とは思えない。30年以上暴力団で活動し、犯罪性向が深まっている。矯正は不可能である。単独犯行との主張は、家族を責任から免れさせるための独善的発想である。
被告人K3の情状
犯行の計画立案当初から関与しており、実行者かつ主導者であった。刑事責任は実行犯であるK4以上に重大である。両親や弟に刑事責任をなすりつけており、人間性は邪悪としか言いようがない。

##### 最終弁論
審理は第32回公判（2006年11月28日）で結審した。同日は両被告人の弁護人による最終弁論が行われ、K1の弁護人は死刑回避を求めた。またK3の弁護人は逃走罪以外については無罪を主張し、逃走罪については「反省があり若年でやり直しがきく年齢である」として執行猶予付きの判決を求めた。弁論要旨は以下の通り。
K1の弁護人
A1殺害は金銭の強取目的ではなく、強盗殺人罪は成立しない。一連の事件は全てK1の単独犯行であり、動機は経済的なものではなく、感情のもつれである。犯行後の自殺未遂は反省の表れで、真摯に反省しており、謝罪する態度がある。死刑適用は回避すべきであり、一生をかけて被害者らの冥福を祈らせるべきである。
K3の弁護人
K3は事件当時現場におらず、共謀も成立しない。共謀を認めたK2・K4の証言は自己保身目的であり、彼らはK3に責任転嫁をしている。
最終意見陳述で、K1は「家族は一切関係ない」、K3は「天地神明に誓って事件に関わっていない」などと陳述した。

##### 死刑判決
2007年（平成19年）2月27日の判決公判で、福岡地裁久留米支部（高原正良裁判長）はK1・K3の両被告人にも求刑通り死刑を言い渡した。同地裁支部は事実認定について、「4被告人が共謀した」とする検察側の主張およびK2・K4の証言を支持し、K1の主張・K3の主張をいずれも以下のような理由から「不自然、不合理」として退けた。
共謀に関する認定
K2・K4の「4人で共謀した」という証言は、自己の刑事責任を軽減しようとした虚偽のものとは考えられず、信用性があり、客観的証拠からも4人が共謀した事実を認定できる。
K1の主張について
K1の「自身の単独犯」とする主張は詳細な部分が曖昧であり、関係証拠とも符合しない不自然なもので、到底信用できない。事件当時経済的に困窮しており、金銭強取目的があったことは明らかである。
K3の主張について
捜査段階におけるK3の自白は臨場感や迫真性があり、内容も体験した者でなければ語り得ないもので、信用性がある。K3は「知人と会っていた」とアリバイを主張しているが、〔犯行時刻以外にも〕そのための時間は十分あり、アリバイにはなりえない。K3の公判における主張もK1と同様、不自然・不合理で信用できない。
その上で両被告人の矯正可能性を否定し、K1は「息子を巻き込んだ」、K3は「弟に責任を押し付けた」とそれぞれ指摘。犯行は金銭に対する執着と強い欲望が動機となって敢行された、執拗・残忍で容赦ないものであり、人命を軽視したものであるとして、両被告人とも死刑が妥当と結論づけた。
K1は即日控訴し、K3も同年3月1日付で控訴した。

### 控訴審
控訴審はK2・K4組、K1・K3組の双方とも、福岡高裁（正木勝彦裁判長）に係属した。その係属部は、福岡高裁第3刑事部である。

#### K2・K4の審理
控訴審でK4の国選弁護人を担当した弁護士は松井仁で、彼は今後も引き続き福岡で相談に乗ってもらいたいというK4の願いを聞き入れ、上告審でも東京都の弁護士との2人態勢で弁護人を担当した。松井はK4の弁護活動を行うのみならず、K4の刺青下絵の画集『証』（後述）の制作に協力したり、死刑確定後もK4経由で獄中にいる家族からの頼み事（K1の年金手続き、K3への書籍差し入れや読み終わった古本の売却など）を引き受けたりしている。また、K2の弁護人は桃原健二が務めた。
K2・K4の控訴審は2007年6月5日に初公判が開かれ、同年9月27日に結審した。両被告人の弁護人による控訴趣意はそれぞれ、被告人を死刑とした原判決は不当に重く、無期懲役が妥当とするもので、所論は主に以下の通りである。
K2側の控訴趣意所論
A1の落ち度
A1は長年にわたってK2をいいように利用し、K1一家を見下す態度を取ったり、多額の現金を用意したなどと虚勢を張ったりしたことで一連の犯行を誘発した。
K2の従属性
各犯行の計画を主導的に立案したのはK1、それに準ずる首謀者的役割を果たしたのはK3、実行犯はK4であり、K2はいずれの犯行にも従属的かつ消極的に関与したに過ぎない。
K4側の控訴趣意所論
犯行動機
A1の落ち度
A1の言動が犯意形成に寄与したことは否定できず、原判決がA1殺害の動機について「人の尊厳を無視する短絡的かつ極めて自己中心的なものであって、酌量の余地は全くない」と判示しているのは断定的すぎる。
K4の従属性
K4は特に金銭に困っておらず、A1に対する恨みもなかったが、暴力団組織および家庭で絶対的立場にあった両親 (K1・K2) 、また日ごろから腕力でも弟としての立場からも逆らえない立場にあった兄K3の命令に従ったものであり、両親に対する忠誠心や愛情も相まって犯行に及んだものであるから、その動機は自己中心的なものとは言えない。
その他
K4はA2やBの殺害についていったん逡巡もしており、A3殺害の発覚を防ぐために2人の生命を奪うという身勝手極まりない動機があったとも言えない。
犯行の無計画性
K4はA3殺害については犯行の30分前、他3人の殺害については犯行当日にそれぞれ初めて知らされ、その勢いで各犯行に突っ走ってしまったものであり、本件は場当たり的で計画性のない犯行である。計画的犯行の特徴である犯罪遂行に対する強固で継続的な意思はなく、犯行を中止する機会もなかった。
K4の関与の程度に関する疑念
原判決はK4がA1・A2・Bの殺害行為を全て実行したと認定しているが、K4はK3に意地を張って真実を述べていない可能性があり、実際にはK3も殺害行為をさらに実行した合理的疑いがある（K2もその疑いについて言及している）。
遺族の処罰感情について
Bの母親は現時点では、K4らに対する死刑を望んではいないと考えられる。
また被告人質問やK1に対する証人尋問も行われ、K4はK2に対し「おれのことを気にするな。自分を責めんでいい。おれはおれの意思で親についていきよるんや。おれが最後まで付いていく」と述べたほか、K1に対しては「事件についてはともかく、俺は、今まで親父やおかんに従ってきたことについて全く後悔していないのだから、どうか気にしないでくれ」と言い切っている。一方、検察官は両被告人にはいずれも極刑をもって臨むほかないと主張して控訴棄却を求めた。

##### 控訴棄却判決
同年12月25日に判決公判が開かれ、K2・K4はいずれも控訴棄却の判決を言い渡された。福岡高裁 (2007) は一連の犯行について、動機の身勝手さ、犯行態様の凶悪性、犯行の計画性・悪質性、結果の重大性などを指摘し、各犯行には被告人らの「物欲と人命軽視」が認められると判示した。
K2について
その上で、K2の「従属的だった」という主張については、K2の言動が一連の犯行の契機となったこと、当初は「自分がA1を殺す」と言いながら恐ろしくなって犯行に踏み切れなかったことからK3に協力を求めた上でK4まで犯行に引き入れたこと、殺害実行犯のK4に対し自ら犯行の指示をしたり凶器のアイスピックを手渡したりしたこと、（A2殺害については若干異を唱えはしたが）共犯者として犯行を制止しなかったどころか、かえって十分納得した上で自身が殺害に関与した3被害者 (A1・A2・B) の殺害に参加したことなどを挙げ、「殺害行為こそ担当しなかったものの、各犯罪の遂行に向けて重要な役割を積極的に果たしている。」と認定してその主張を退け、「同被告人を首謀者と評価するかどうかはともかく、その関与が従属的かつ消極的なものにとどまるなどと評価することはできず、同被告人の本件犯情はすこぶる悪いというほかなく、その刑事責任が極めて重大であることも明らかである。」と判示した。
その一方でK2に有利な情状として、彼女は当初から各被害者を殺害することを主導したわけではないこと、捜査段階から素直に罪を認めて事実関係を詳細に供述し、公判でも事実を正直に認め、K1・K3に手紙で「一緒に刑に服そう」と呼び掛けるなど深い反省が認められる（更生可能性が皆無とは言えない）こと、被害者・遺族への謝罪の意思を明らかにしていることなども列挙したが、それらの情状や死刑という刑罰の性質（人命を奪う極刑であり、その適用は慎重に行われなければならないこと）、その性質を踏まえて1983年7月8日に最高裁が示した死刑適用基準に照らしても、K2を死刑とした原判決はやむを得ず、重すぎて不当とは言えないと結論づけた。
K4について
K4については、先にK3からA3への強盗殺人を持ち掛けられ、消極的態度を示したら「お前の弟（三男）を使う」「お前も〔K4の交際相手〕も殺す」などと言われたことなどを踏まえても、K4とK1・K2・K3とのやり取りを踏まえれば、K4が彼らに支配されて逆らえない状況にあったとは認められず、あくまでK4自ら犯行を決意したものであると判示し、K4は従属的だったとする弁護側の主張を排斥した。
また「場当たり的で計画性のない犯行」という主張についても、各犯行はその経緯から見て、綿密とは言えないまでもそれなりの計画性および強固な殺意が認められることを指摘し、主張を排斥した。そして4人の人命が奪われた結果の重大性、被害者の無念や遺族の峻烈な処罰感情を列挙した上で、以下のようにその犯罪性向は深刻であり、事件当時20歳かつ判決当時23歳と若年であることを考えても、人格傾向の矯正は著しく困難であることを指摘した。
以上の点から、K4の犯情は極めて悪く、刑事責任は少なくともK2以上に重大であると位置づけ、K4にとって有利な情状（若年であること、捜査段階から素直に罪を認めて公判でも反省の態度を示していること、前科がないことなど）や「永山判決」の趣旨を踏まえても、K2と同じく死刑はやむを得ないものと結論づけた。
K4は冒頭で主文を言い渡された際に指を鳴らし、溜め息をついて着席したほか、閉廷後には話しかけようとした弁護人に対し「先生、メリークリスマス」と大声を出して退廷した。
K4の弁護人は同月27日付で、K2の弁護人も28日付でそれぞれ上告した。上告審でK2の弁護人を務めた鈴木敏彦は、第一審から控訴審まで「極刑を覚悟している」と供述していたK2が上告した理由について、自分が認識していなかったこと（K3・K4によるA3殺害）などの真相を知りたい気持ちや、被害者らへの罪悪感からそれまでは主張できずにいたことに気付いたため、それを裁判所に伝えたくなったことなどであると述べている。

#### K1・K3の審理
2007年10月11日、K1・K3の控訴審初公判が開かれたが、K1は第一審における「自身の単独犯」との主張を翻し、A1殺害についてはK2・K4との共謀を認めた上で、K3との共謀や強盗目的を否認した。また別の2人殺害に関しては家族3人との共謀を認め、もう1人の殺害については関与を否定した。
同年12月20日、K1・K3の控訴審は結審した。K3の弁護人は最終弁論で、K3には事件当時アリバイがあるため、犯行への関与は不可能であることを主張し、一連の殺害行為についてはいずれも無罪を主張した。
2008年（平成20年）3月27日、K1・K3の2人もそれぞれ控訴棄却の判決を言い渡された。福岡高裁は、強盗目的を否認したK1、無罪を主張したK3の主張をいずれも排斥し、K1については経済的困窮から強盗殺人を計画したことを認定、K3についても他の被告人らの供述などから共謀関係を認定した。その上で、K1は殺害行為の実行こそしなかったものの、K3らを犯行に引き入れた上で殺害方法を具体的に指示していたことに言及した上で、各犯罪で主導的な役割を果たした点や、犯行態様も非情かつ残酷で凶悪な犯行態様である点を指摘した。またK3についても、アリバイ主張を「犯行に関与していないとの絶対的な決め手にはならない」と退け、殺害計画に積極的に関与しながら実行役をK4に押し付け、自分の手を汚さずに済ませようとしたと指摘した上で、その点を「自己中心的で狡猾」と形容。「金銭欲に始まり人命軽視も甚だしく、身勝手極まりない犯行動機に酌むべきところはない」として、2人を死刑とした原判決を追認した。その後、両被告人の弁護人がそれぞれ上告した。

### 上告審
上告審は、K2・K4の両被告人が最高裁判所第二小法廷（須藤正彦裁判長）に、K1・K3の両被告人が同第一小法廷（白木勇裁判長）に、それぞれ係属した。4被告人それぞれの担当弁護人は、K1が中井淳、K2が鈴木敏彦、K3が小松初男・今村憲、K4が福島昭宏と先述の松井である。上告審における各被告人の主張（上告趣意書）の要旨は以下の通り。
K2
判例違反
原判決は、K4による拳銃発射行為が銃刀法第31条および同法第3条の13（けん銃等発射罪）に違反することを認定しているが、後者は「不特定若しくは多数の者の用に供される」場所もしくは乗物で拳銃を発砲するか、そのような場所もしくは乗物に向かって拳銃を発砲した場合に成立するため、個人的に使用する自動車内で発砲しただけでは成立しない。発射現場は周囲に人気も何もない場所であり、けん銃等発射罪の成立要件を満たすような場所ではなかったことが明らかであり、原判決の認定は2005年4月18日付の最高裁決定（民家などの立ち並ぶ国道上を走行中の自動車内で、助手席に乗車していた被害者の左肩に、背後から銃口を下向きにして拳銃を突きつけ、発砲した行為について、「不特定若しくは多数の者の用に供される場所」であることが明らかな道路上が現場であることを理由に、けん銃等発射罪の成立を認定）に違反する。また以下の事実誤認から、K2を死刑とした原判決は「永山判決」に相反するものであるといえる。
事実誤認
主たる動機はA1に対する憤懣であり、金銭を奪う動機はK1から提案されて付随的に生じたものにすぎない。K2はA1により、借金の弱みに漬け込まれて取り立てに使い回すなど都合よく利用されたり、リフォーム工事代金を踏み倒されるなどしていたのであり、A1にも落ち度があったといえる。K2にはA2・Bを殺害する動機はなく、結果的に共犯者らによる彼らの殺害を止められなかったにすぎない。K2が息子らを強盗殺人の犯行に引き込んだというのは事実誤認であり、K3は元からK1とともにA1に対する強盗殺人を狙っており、K4もそのK3が犯行に引き込んだにすぎない。またK2自身も、強盗殺人・殺人・死体遺棄の犯行でも重要な役割を果たしたとはいえない。犯行直前までA1らを殺害しようとするK1・K3を制したり、彼らを納得させるために金策をしようとするなどしており、原判決の「K2が、A1殺害を自ら実行しなかったのは、怖気づいたからにすぎず、共犯者として犯行の遂行に何らの防止策も採らず、かえって十分納得した上で、A1、A2およびB全員の殺害に参加し、各犯行で重要な役割を果たしている」と認定した原判決には事実誤認がある。
量刑不当
K2の関与の度合いは共犯者らに比べて低く、死刑に処すべきほど重要な役割を果たしたとは言えない。K2はA1を「殺す」としばしば口にしていたが、本気でA1殺害を考えていたわけではなく、K1がA1を殺して金を奪うことを提案したことや、K3・K4がA2を殺害したことが原因でA1も殺害せざるを得なくなったに過ぎない。K2が関与した3人 (A1・A2・B) 殺害に関しても、K2の果たした役割は小さく、関与は従属的かつ消極的である。事件後は事実を正直に認め、起訴事実を否定していたK1・K3を手紙で説得するなど深く反省しており、更生可能性が大きい。以上のような事情に加え、過去に複数人を殺害した実行犯および首謀者に対する死刑適用が回避された事件、そして被害者3人でかつ被告人が直接殺害を実行した事件でありながら死刑が回避された事件の判例から見ても、実行犯でも首謀者でもないK2に対する死刑は重すぎて不当である。
K4
死刑の違憲性
死刑制度は憲法第12条および13条で規定された国民の生命に関する権利を不当に侵害するものであり、同36条で定められた「残虐な刑罰」に該当するため、違憲である。
量刑不当
K4は暴力団組長夫婦という両親の下で育ち、「親のいうことは絶対」という価値観を有し、同時に相撲部屋での挫折・ヤクザへの入門・少年院への入院という因子も相まって、反社会的・粗暴な性格と評されるような人格を形成するに至ったが、優しい一面や人間的な一面もあり、矯正は可能である。犯行の動機・経緯を見れば、当時K4には生活苦やA1に対する憤懣はなく、犯行途中までは殺害を躊躇する姿勢も見せていたが、誤った家族愛や両親への尊敬の念から、家族の命令に忠実に従う形で犯行に至ったものであり、動機に酌むべき事情がないと断定するには躊躇を覚える。犯行は偶発的とは言えないまでも、A3の殺害謀議がなされた段階で具体的な殺害方法・殺害後の行動が決まっていなかったことなどから見れば、決して計画的な犯行とは言えない。実行犯だったとはいえ、両親や兄K3に引き込まれたり指示されたりした上で犯行におよんでおり、一貫して従属的な立場にあったと言える。犯行後、公判で反省の念を露わにしている。
事件の真相について
2008年3月28日付の上申書で、本件の真相を明らかにする旨を上申し、同年4月21日付の手紙で、A1殺害はA1の母親から依頼されたものであると主張している。その内容によればA1の母親はK2に対し、何度か娘A1を殺害するよう依頼していた。K2はA1本人よりも母親との方が仲が良かった時期があり、そのためにA1本人からの借入金額（約900万円）よりA1の母親からの借入金額（約2,300万円）の方が大きくなっていたことから、母親からの娘殺害の依頼を断ることができなかった。また拳銃を発射した場所は原判決の事実認定とは異なり、最初の1発を撃った発砲者もK4ではなくK3である。
K1
事実誤認
犯行前の妻子との会話、犯行時の行動（A1が眠っている間にバッグを持つ機会があったが、物色しなかったことなど）、事件当時の資力状況（前述）などから、A1殺害について強盗の意図は認められず、強盗殺人罪ではなく殺人罪と窃盗罪が成立する。
死刑制度の違憲性
諸外国における死刑廃止の潮流、死刑制度を合憲とした最高裁大法廷判決（1948年3月12日）における補充意見（将来的に死刑制度が違憲と認められる可能性を示唆した意見）、およびそれを踏まえた1993年9月12日最高裁判決における大野正男裁判官の「死刑が残虐な刑罰に当たると評価される余地は著しく増大したということができる」という補足意見、後者意見の根拠として例示された死刑事件を含めた冤罪事件の存在などを踏まえれば、死刑制度が憲法に違反している疑いは払拭できない。
本件事案について死刑判決を下すことについての憲法違反、判例違反
K1を死刑とすることは死刑の量刑基準を判示した「永山判決」（1983年7月8日）に違反するし、明らかに「残虐な刑罰」といえる。原判決は動機に酌量の余地がないこと、犯行が計画的かつ悪質なものであること、結果の重大性および遺族の処罰感情を死刑選択の理由として挙げているが、A1殺害の動機については一定程度は酌むべきところがあり、犯行計画も杜撰で、周到に計画された計画的犯行とは言えない。また被害者の被害回復の問題と量刑の問題は切り離して考えなければならず、遺族の感情を量刑に反映させるのは慎重でなければならない。K1の性格は矯正不可能なほど犯罪性が高いとも言えず、犯行も心から反省している。
K3
判例違反・審理不尽
いわゆる「練馬事件」の上告審判決（1958年5月28日大法廷判決）では、「共謀共同正犯が成立するには、二人以上の者が、特定の犯罪を行うため、共同意思の下に一体となつで互に他人の行為を利用し、各自の意思を実行に移すことを内容とする謀議をなし、よつて犯罪を実行した事実が認められなければならない。したがつて右のような関係において共謀に参加した事実が認められる以上、直接実行行為に関与しない者でも、他人の行為をいわば自己の手段として犯罪を行つたという意味において、その間刑責の成立に差異を生ずると解すべき理由はない。」と判示されている。強盗殺人・殺人の共謀共同正犯を認定するには、その実行正犯と意思の疎通のもとで相互に補い合い協力し合う関係で犯罪を遂行したという関係が厳格に認定されるべきであるが、原判決はK2・K4の供述証拠のみに依拠し、K3の自白に「裏付けがある」として、その共謀の成立時期や内容・程度を吟味検討せず、実行正犯の行為の残虐性を強調して、K3がこれに「積極的に加担した」などと認定している。しかしA1殺害はK2が首謀者、K4が実行犯であり、K3はそのどちらでもなければK1のようにK4に凶器を渡したわけでもなく、「積極的な関与」は認定できない。またA3殺害について、原判決はK4の供述に依拠してK3の共謀を認定しているが、K4は真実を語るというより、母や組長である父の意思を実現し北村組の跡目を継承すべきものである自分をクローズアップさせたいとの思惑の下に種々供述しているのであり、その供述には不自然・不合理な点が随所に見られる。以下のようにK3にはアリバイも存在する可能性があることも踏まえれば、それらの点を看過して漠然たる共謀関係を認定したに過ぎない状況で、K4を4人に対する強盗殺人・殺人などの共謀共同正犯と認定した原判決には、重大な最高裁判例違反、法令の解釈適用の誤り、事実誤認、審理不尽が認められ、破棄を免れない。
アリバイ存在の可能性
A3殺害時期に関するアリバイ
A3の殺害時刻は9月16日23時45分ごろとされているが、約45分後の17日0時30分ごろ、内妻を迎えに高田町のパチンコ店にいた。また当時K3と同行していたとされるK4の供述によれば、K3はA3殺害時刻より後に「馬沖橋」（殺害現場）から大牟田市立総合病院・K3の自宅を経由してから同店に向かっている（後述）。その間の道のりは約16 kmだが、K3は当時眼鏡を紛失しており、夜間スピードを出しての運転は困難な状態だったことを踏まえれば、K3本人の「馬沖橋からならパチンコ店まで約1時間かかると思います」という公判供述には十分な信憑性がある（前述）。それらの客観的状況を踏まえれば、K3がA3殺害時刻に「馬沖橋」にいたことはありえず、同時刻から約45分でパチンコ店まで行くことが「不可能とまではいえない」として客観的な裏付けを取らずにアリバイを否定した原判決は審理不尽の誹りを免れない。
A1殺害時期に関するアリバイ
K3は、A1が北村組事務所から連れ出されたとされる18日0時ごろ、K1から「（実家に）帰っとけ」と言われて家族と別れ、0時過ぎごろには代行運転のドライバーと話をしており、後にファミリーレストラン「ジョイフル」の駐車場で人夫出しの仕事の協力者と会っていた旨を主張している。K1がA1殺害にK3を巻き込むことに消極的な言動を取っていたこと、またK3は17日午後から夜にかけて頻繁に携帯電話で仕事の話をしていたことは、K2・K4も認めており、電話相手の証言もK3の主張と矛盾せず、信憑性も高いと言える。よってA1殺害時刻（18日0時30分ごろ）にK3が殺害現場にいたことはあり得ず、原判決がその点を確たる反対証拠の検討吟味をせずに否定したことは審理不尽の誹りを免れない。
量刑不当（予備的主張）
仮に原判決の認定通りK3が有罪だとしても、K3はA3を除く3人の殺害については従属的であり、他3人と比べて刑事責任が重いとは言えない。A3殺害についても計画性は低く、猪突猛進型のK4に押されて殺害にまで至ってしまった。K3は暴力団の親分でもある両親に従わざるを得ない状況にあり、犯行を躊躇する、犯行を真摯に反省する、不仲であった父K1が署内で自殺を図った上に自分たちを庇って罪を被ろうとしていると知り、その義理立てのためにK1の供述と矛盾しないよう犯行を否認する供述をする、他者を思いやる心を持っているなどの点から、矯正可能性が認められる。
K2・K4両被告人は2011年10月3日に、K1・K3両被告人も同月17日にそれぞれ上告棄却の判決を宣告されたため、犯行に関わった一家4人の死刑が確定することとなった。福岡地裁 (2024) によれば、K4の死刑確定日は同月21日で、同年11月7日から福岡拘置所で死刑確定者としての処遇を受けている。

## 犯人一家
いずれも2011年（平成23年）に最高裁で死刑が確定し、2022年（令和4年）9月27日時点で、死刑確定者（死刑囚）として各地の拘置所に収監されている（後述）。上告中は4人全員が福岡拘置所に収監されていたが、死刑確定後の2011年末にK1は広島拘置所へ、K3は大阪拘置所へそれぞれ移監された。
K3・K4兄弟は度々暴力沙汰を起こしていたが、周囲は息子を野放しにする親に怒りを感じつつも「ヤクザだから」と諦めていたという証言がなされている。

### 男K1
男K1は1944年（昭和19年）1月12日生まれ（事件当時60歳）。本名のイニシャルはK・J。K2の夫であり、K3・K4兄弟の父親である。2022年9月27日時点で、死刑確定者として2025年2月まで広島拘置所に収監されていたが、2025年（令和7年）2月に肺炎の治療のため西日本成人矯正医療センターへ移送され、同年3月6日に同所で肺炎のため獄中死した（81歳没）。身長は160 cmないし約165 cmで、妻K2より小柄だった。
K1は高校を卒業後、福岡に出て和菓子職人として働いていたが、24 - 25歳のころに大牟田に帰郷し、タクシー運転手として7、8年働いた。その後、暴力団幹部の専属運転手として雇われ、自分も覚醒剤を打つようになり、30歳代でタクシー運転手を退職、自身も暴力団組員になった。1978年（昭和53年）から1992年（平成4年）にかけ、覚せい剤取締法違反・詐欺・暴力行為等処罰法違反などによる懲役刑に処された前科が4回ある。また傷害罪などによる複数の罰金前科も有しているが、弁護人は上告趣意書で、1994年（平成6年）に傷害罪で罰金刑に処されて以降、2004年に車上荒らしで罰金刑に処されるまで、犯罪らしい犯罪は犯していなかったと主張している。知人によれば、K1は50歳ぐらいの時にK2や配下の組員とともに刺青を入れたという。
配下の組員は鈴木智彦の取材に対し、K1は事件の3年ほど前から妻K2とともに何回も自殺未遂事件を起こしており、事件当時は金に困っていたという旨や、事件の約1年前からは若い衆が次々と組から逃げ出し、上層部からは引退を求められ、それに対しやけを起こしたK1が暴れたため、最高幹部たちがK1宅に行かないよう命じていたという旨を証言している。

#### 人物像
K1の人物像については、「女房 (K2) と違って気の小さい人間」で、実際にはK2が組の実権を握っていたという捜査関係者の証言や、K2の尻に敷かれていたという知人からの証言がなされている。一方、妻K2は手記でK1から暴力を振るわれたことがある（後述）と訴えているほか、長男K3は「親父は素手では私達にかないませんから、酒に酔ったときなど包丁などの道具をすぐに握り、一度だけチャか（けん銃）〔原文ママ〕を取り出したこともあり、このとき親父は家の中で〔K4〕に向けてチャかを弾いています。このチャかは、銀色の小型自動式でしたから今回の事件に使ったものと同じものだと思います。」と供述している。
近隣住民はK1について、信号無視をしたり、自宅近所で背中の刺青をちらつかせたりしていたと述べている。かつてK1一家が住んでいた藤田町の住民は、K1らが隣の敷地に自分の荷物を置くなどしていたため迷惑していたが、彼らが暴力団員であることも知っていたため、関わらないようにしていたと証言している。
その一方で長男K3が中学生のころ、実家が火事になったことがあったが、K1はその際に自ら火の中に飛び込んで娘を助けている。またK1の娘は、父親であるK1について「世間から見ると怖い存在である」とした上で、性格については「短気ではあるが、子供や孫にはもの凄く優しい面がある」と評しており、配下の組員たちからも「子供たちが大好きだが束縛しすぎる」「若い者を大事にする反面、周りの人間のことを把握していないと落ち着かないところもありました。普段は温厚ですが、寂しがりやで酒が入ると説教する」「面倒見が良く、優しく、私のことを可愛がってくれ、私が悪いことをしても、叱りつけることはあっても、暴力を振るうことはなかった人であります」という証言がなされている。その事実を踏まえ、K1の弁護人（中井淳）は上告趣意書で、K1にはいわゆる暴力団の親分としての「怖い存在」である一面があったと思われる一方、自分の身内（子供や孫、配下の組員たち）には優しく愛情深い一面もあったことが十分に見て取れると評している。

### 妻K2
K1の妻かつ、K3・K4兄弟の母親でもある女K2は1959年（昭和34年）4月26日生まれ（事件当時45歳）。本名のイニシャルはK・M。2022年9月27日時点で、死刑確定者として次男K4とともに福岡拘置所に収監されている（現在66歳）。K2は女性死刑囚としては戦後日本では14人目、1981年（昭和56年）以降に死刑が確定した者に限れば11人目である。
K2は控訴中の2007年1月12日、福岡拘置所内で自身の半生を手記に記しており、同年3月下旬に小野一光がK4を通じてこの手記を入手、『現代』2007年7月号で内容を紹介している。K2は長男K3が大島部屋に入門した際（後述）、それまでは夫K1がヤクザだったため、K3へのしつけが不十分だったと語っていた。

#### K2の生い立ち
K2は大牟田市の家庭で四女として誕生した。父親は炭鉱夫から鳶職に、母親も美容師からセールスレディにそれぞれ転職していた。K2の実家は、三井三池炭鉱や関連施設に労働者を送り込む仕事（地元では通称「人夫出し」と呼ばれる）を生業としていた建設会社であり、かねてから暴力団との関係も深かったという証言がなされている。「人夫出し」がなくなった事件当時も、K2が経営していた建設会社「I（K2の旧姓）建設」は関西方面などの工事現場に作業員を送り込んでいたが、捜査関係者は「日給1万5000円のうち、3000円はピンハネしているんじゃないか」と証言している。バブル期には建設作業員斡旋の仕事が好調で、K1宅には黒塗りの高級車が頻繁に駐車してあり、従業員を数十人抱え、一時期は大牟田市の公共事業にも参入していた。一方でそのころには人の出入りも多く、異様な雰囲気だったという。
K2の母親は、K2が小学2年生になった年に42歳の若さで病死したが、生前は毎晩のように自宅の隣で開かれていた花札博打に出向いており、家族で食事をすることはほとんどなかった。母親の死後、K2は小学校の担任教諭（若い女性）から冷たく当たられるようになり、体罰も受けるようになった。その後、母方の祖母が父親と同居してK2ら家族の面倒を見るようになるが、K2は小学4年生のころ、父と祖母の情事を目の当たりにしたことがきっかけで、家族に対する不信感を抱いた。それ以降、彼女は中学にかけて学校や家で反抗を繰り返し、不良仲間と交際して喫煙や万引きといった非行に手を染める。

#### 福山での生活
中学卒業後、地元の縫製工場に就職したK2は年上の女性と仲良くなるが、それから数か月後に彼女の無断欠勤が続いたことを心配し、友人とともに彼女の家を訪れたところ、彼女がヤクザの夫に暴力を振るわれて負傷しているのを目撃する。その後、彼女は夫の下から逃げ出したが、K2と友人は夫に2日間にわたって監禁される。命からがら彼のもとから逃げ出したK2は、身の安全を図るために大牟田を離れ、広島県福山市にある布団縫製工場に住み込みで働いていた同級生の少女を頼り、彼女の口添えを得て同じ工場で働き始める。
しかし、そこでの仕事を始めて約1か月半で腎炎を患って入院していたところ、眉や体に刺青を入れた男性X（当時28歳）と知り合う。当時15歳だったK2は当初こそXを相手にしなかったが、次第にその気さくな人柄に惹かれ、退院後にドライブをしたことをきっかけに2人で過ごす時間が増えていった。しかし、先述の少女からXとの交際を反対されたことで彼女との間に距離が生じ、工場を退職してXの友人の妻が経営するスナックで、年齢を詐称して働くようになった。その後、Xが「神戸で男を磨きたい」と言い出すと、K2は周囲の反対を聞かず、店のママから20万円を借りて渡した。しかし、次第にXからの連絡が来なくなったことから、16歳になった直後には我慢できずに神戸に向かうが、そこで豹変していたXから暴力を振るわれ、別れを切り出したところ強姦される。

#### 姫路での生活
Xから逃げるように福山に戻ったK2はスナックを辞め、中古車販売店に住み込みで働いた。しかし、半年もせずに自身を追ってきたXに居場所を突き止められて脅迫されたことから警察沙汰になり、親戚に連れられて大牟田に帰郷した。
それから半月後、Xの子供を妊娠していることが判明し、中絶手術を受けた。しかしその約1週間後には祖母と喧嘩して再び家出し、姉2人が住んでいた兵庫県姫路市に行き、長姉夫婦のアパートに居候しながら病院で見習い看護師として働いた。その年の冬、当時16歳だったK2は入院患者の友人である会社員の男性Y（当時26歳）と交際を始めた。彼はXとは違う優しい性格の男性で、それ以来K2は彼とデートを重ねるようになった。また、彼の母親や妹も自身を実の家族のように迎え入れてくれたこともあって、K2は当時を「普通の生活、普通の家族てこんなに温かいんだと私は思っていた。今もこの思いは初体験として記憶している」と述べている。やがて、K2はYの実家が所有するアパートでYと同棲し、17歳の誕生日を翌月に控えた3月初旬にはYの子供を妊娠した。これを受けて周囲はK2を祝福し、父親になるYも断酒した。
しかし同年4月11日、Yは会社の花見会で久々に飲酒し、その帰りに自ら運転して友人を車で送る際に事故を起こし、数日後に死亡。自身もYの事故の翌日に流産し、入院した。同年6月に姫路を離れ、同年末には福岡市の中洲でホステスとして働き始める。1977年（昭和52年）、K2は中洲で知り合った男性との間に娘をもうけ、翌1978年（昭和53年）に最初の結婚をしたが、同年中に離婚する。K2の知人は最初の結婚相手について、背中や足に入れ墨を入れ、両手小指を詰めていたヤクザだったが、事件当時は足を洗って大阪方面で暮らしているようだと述べていた。

#### 3度の結婚
先述の男性（前々夫）と離婚後、K2は大牟田市内でホステスとして働きつつ、母子家庭として生活していたが、1980年（昭和55年）ごろ（当時、K2は20 - 21歳ごろ）に夫K1と知り合い、彼と内縁関係になった。やがて長男K3を妊娠するが、K1はK3の誕生前に覚せい剤取締法違反の罪で鹿児島刑務所に服役することとなった。そのため、K2は鹿児島で住み込める仕事を探し、寮付きのキャバレーで働いたが、出産前は刑務所へ面会に行くことはできなかった。一方でこの間、K2はK1とは別の男性Zと知り合い、彼と同居していたものの、Zが全く働かなかったため、K2は妊娠中の子供（後のK3）を出産しようか苦悩した。しかし、「結局は母親の気持ちが生活苦を勝り、お腹の中で誕生を待っている子供を死なせてはならないと決断し」たことから、K3を出産した。その後は幼いK3を連れてK1の元へ一度面会へ行ったこともあったが、当時のK1は全く子供に関心を示さなかったため、それに絶望したK2はK1に別れを告げ、寮に帰った。
この後、K2はZと普通の生活を始め、鹿児島県姶良郡で喫茶スナックを営むようになる。K2は22歳でZと再婚して次女（第3子）を出産するが、Zは朝から晩までパチンコ屋に入り浸り、妻であるK2や子供たちに暴力を振るうようになったため、K2は怪我の絶えない日々を送っていた。その一方で、馴染みの刑事から電話でK1の出所を知らされたことから、1982年（昭和57年）10月には姶良郡の家を飛び出してK1と同棲し始め、1983年（昭和58年）1月にZと離婚、同年8月に24歳でK1と再々婚した。この3度目の結婚によってK2は「K」姓に改姓し、1984年（昭和59年）6月、次男のK4を出産している。なお、K2の前夫であるZは事件3年前（2001年ごろ）に鹿児島県内で孤独死した。
しかしK1は暴力団員だったため、K2は「極道の妻」としての生活を送るようになった。K2は結婚後、抗争事件で自宅に散弾銃を撃ち込まれて妊娠8か月の子供を死産したことがあるほか、抗争中に子供を連れて祭りに行ったことでK1の怒りを買い、激しく殴打されたこともあった。このためK2はK1に対し次第に恐怖心を強めていき、「逃げ出したら何をされるかわからない」という不安から逃れるため、覚醒剤を使っていた時期もあったが、1986年（昭和61年）にK1が北村組の組長になってからは、自身も組長の妻として振る舞うようになった。1992年（平成4年）には脅迫罪で罰金刑に処された前科があるほか、1996年（平成8年）には逮捕監禁・恐喝未遂で不起訴になった前歴がある。前者の恐喝事件（自身の知人から借金していた女性を恐喝した）を起こした当時、K2（当時の姓は旧姓の「I」）は「道仁会二代目村上一家幹部の内妻」と報じられている。K2の弁護人（鈴木敏彦）は上告趣意書で、K2はK1を指定暴力団の組長として恐れていただけでなく、過去にK1から拳銃を発砲されて傷害を負った経験があったことから「K1に逆らえば殺される」と強い畏怖の念を抱いており、精神的にK1には逆らえなかった上、犯行時もそのK1だけでなく、体が大きく気性の激しい息子2人を加えた大の男3人に逆らってA1・A2・Bの殺害を阻止することができなかったと述べている。
K2は身長170 cm、体重100 kgと体が大きかった上、背中に観音像の刺青を入れていたために「女親分」と恐れられていた。また気が短い上に自殺癖もあり、観音像を体に縛り付けて海に飛び込んだこともあるなど、事件前の4年間で7回にわたって救急車で搬送されたことから、地元の消防関係者の間では有名になっていた。また近隣住民は、K2が家の中で怒鳴っている声がよく外に響いていたと述べている。
K2は事件前に大牟田市内でスナックを開店したが、事件当時は既に閉店していた。このスナックでは一時期、後に被害者となるBの母親（K2・A1と知人関係）も働いていたことがある。同店の元従業員は、同店は開店当初、K4の友人である15 - 16歳の少女に年齢を詐称させて勤務をさせていたといい、次第に給料未払いが続いて辞める従業員が続出したことや、知り合いの暴力団関係者が顔を出すことから一般客が寄らなくなったことで、最終的に廃業したという旨を述べている。

### 長男K3
K1・K2夫婦の長男（K4の兄）である男K3は1980年（昭和55年）12月20日生まれ（事件当時23歳）。K4の実兄で、本名のイニシャルは弟K4と同じくK・T。逮捕当初の報道ではK2と元夫との間に生まれた長男で、父K1とは養子縁組をした義理の親子関係であるとされていたが、K2の手記や彼女の弁護人による上告趣意書によれば、血縁上はK1との間に生まれた実子である。
2022年9月27日時点で、死刑確定者として大阪拘置所に収監されている（現在44歳）。なお、K3は第一審判決後の2007年5月1日付で、K1・K2・K4の3人から絶縁状を出されている。
逮捕当時は大牟田市白銀に在住していた（後述）。K2の控訴趣意書によれば、K3は「小さい頃から長男ということで甘やかされて育ち、体も大きかったためにケンカも絶えず、何事も思い通りにしないと気が済まない性格」である。また知人らは、K3は中学時代は体が大きく、喧嘩が強いことを吹聴して回っていたと証言している。その一方でK3本人は法廷で、幼いころから両親の暴力に苦しんでいたことや、K4とはえこひいきされて育ったことなどを涙ながらに訴えていた。
一方、K2は公判でK3について、夫K1がよく逮捕されて新聞記事になっていたことから、長女（K3の姉）が小学校でいじめられていた時期にK3が姉を助けようと上級生に向かっていったことがあるなど、兄弟思いの優しい一面もある人間だったが、体が大きくて気性も荒く、父親がヤクザであることから増長し、ヤクザに成長してしまったという旨を述べている。

#### 力士時代
K3は1990年（平成2年）の九州場所を観に行った際、体格の良さを各親方に注目されていくつかの相撲部屋から打診を受け、それを機に大島部屋とつながりを持つようになった。小学校の卒業文集では、好きな言葉は「白星」、好きな有名人は「旭道山」、将来の夢は「すもうとり」と書いていた。大牟田市立米生中学校を卒業する直前の1996年（平成8年）1月、K3は旭道山が部屋頭を務めていた大島部屋に入門し、同年3月2日に行われた春場所前の新弟子検査に合格した。入門当時の四股名は、当時の姓（母K3の旧姓）である「I」で、当時は身長180 cm、体重115 kgだった。中学卒業前、K3は友人らに「スカウトされたから相撲取りになる」と自慢気に語っており、K2が約60人を招いて壮行パーティーを開いた際には「関取を目指す」と挨拶していた。
初土俵となった春場所は前相撲で出場して2番取り、2勝して1番出世を果たす。同年の5月場所を前に四股名を「旭竜神」（きょくりゅうじん）に改めた。この四股名は両親が親方（元大関・旭國）の「旭」の1文字をもらった上で、「竜神のようにトップに駆け昇ってほしい」との願いから命名したものである。同場所では東序ノ口26枚目で2勝5敗7休の戦績を残したが、K3が「旭竜神」として土俵入りした場所は同場所のみで、同場所における戦績および順位が力士としての全戦績かつ最高位となった。

##### 大島部屋を脱走
K3は同年6月初め、部屋を脱走しようとした際に連れ戻されたが、その際に旭道山によって靴を履いた足で顔面を何度も蹴られ、兄弟子たちに囲まれて疲弊するまでぶつかり稽古をさせられたり、スコップで尻や頭を何度も殴られるなどの暴行を受け、「今度は車で轢き殺してやる」と脅されたと、『FRIDAY』（発行：講談社）編集部の取材に対し訴えている。K3と同じように大島部屋を脱走した力士も同誌の取材に対し、K3が兄弟子たちからよくいじめを受けており、先述の暴行事件から3日間廻しを着けたまま寝込んでいたと証言している。同事件については、後年に時津風部屋で発生した時太山リンチ死事件との類似性が指摘されている。
一方で大島部屋の女将は、K3は掃除もちゃんこの用意も満足にできなかったと証言している。彼女は『週刊現代』（講談社）の記者からの取材に対し、K3は同部屋に入門してから3 - 4か月ごろ、周囲に対し「この家が燃えたら相撲を止められる」と漏らしており、その数日後の稽古後に部屋が無人になったところを見計らい、窓のカーテンにライターで放火したが、偶然部屋に戻ってきた兄弟子に取り押さえられ、部屋頭の旭道山から「『可愛がり稽古』の延長」を受けた――と証言している。また『毎日新聞』は同部屋の親方による同内容の証言を取り上げ、K3が動機として「稽古場が燃えれば、稽古をしなくて済むと思った」と言っていたと報じている。この出来事が原因で、K3は夜逃げ同然に部屋を飛び出したが、女将によれば荷物は置きっぱなしで、K3本人からは挨拶もなく、残された衣類を洗濯して実家まで送っても礼すらなかったという。K3は暴行を受けてから約10日後、大牟田の実家に逃げ帰ったが、母K2は旭道山への抗議の証拠とすべく、K3の全身（肘・臀部・脚など）の傷を写真撮影し、自ら『FRIDAY』編集部に連絡を入れ、同誌上で「息子を半殺しにした旭道山は絶対許さない」と告発していた。K2は『週刊現代』の記者による取材に対し、実家に逃げ帰ってきたK3を「なんで帰ってくるの！」と殴ろうとしたが、その腫れ上がった顔を見たため、殴ることができなかったと述べている。また『FRIDAY』は当時、K3の左目の視力が0.4から0.03にまで低下したと報じている。
K3は同年の同年7月場所の番付では東序ノ口37枚目に入ったが、同場所は全休し、同年の9月場所では番付外に陥落。同年9月25日付で力士を廃業した。同年10月、旭道山が衆議院総選挙に立候補することを表明した直後、K2・K3母子は『週刊現代』の記者から取材を受け、大島部屋に何度も抗議の電話をしたものの、旭道山から謝罪がないことを明かした上で、旭道山を「教育と暴力の区別もつかん男」と激しく非難していた。一方で旭道山は同月7日（総選挙への出馬表明会見後）、同誌記者から直撃取材を受けると暴行の事実は認めたが、「新弟子教育の一環」と主張していた。

#### 傷害致死前科
帰郷後、K3は地元の暴走族グループ「魔導神」のリーダーとして非行を重ねた。K3は19歳だった2000年（平成12年）6月25日、配下の少年6人と共謀し、中学の後輩である暴走族仲間の少年U（当時18歳）を暴行の末に死なせるという傷害致死事件を起こした前科があった。被害者Uは大牟田市倉永在住で、K2が経営する建設会社に住み込みで働いていた元建設作業員だった。また、共犯者6人はいずれも大牟田市内在住の少年（当時16 - 17歳）で、犯人グループ7人のうち2人はUの中学の同級生だった。Uの母親は『週刊現代』記者からの取材に対し、息子UがK3と知人関係にあった友人から誘いを受けて「I建設」で働くようになったことや、自身も一度K3に会って挨拶したことがあること、そして「I建設」が暴力団絡みの会社とは知らなかったことを証言している。
UはK3から紹介を受け、同月から建設会社で働き始めたが、すぐに無断欠勤して実家に帰った。これに腹を立てたK3は、Uを殴って連れ戻そうと計画し、配下6人と共謀した上で、6月25日2時35分ごろにUを福岡県三潴郡城島町（現：久留米市城島町）江上本の農業用水路（地元では「クリーク」と呼ばれる）近くへ誘い出した。その地点は、水路に架かる「大溝端橋」（座標）である。Uはここで知人の少女2人（いずれも16歳）と待ち合わせる約束をしていたが、K3はその話を別の少女（16歳）から聞き出し、配下たちを連れて車で押しかけていた。当時、現場は街灯がなく、夜になると真っ暗になる場所だった。なお、地元マスコミの記者からは、K3たちがUの彼女を捕まえて輪姦し、Uを携帯電話で呼び出させてリンチしたという証言もなされている。
Uが現場に来たところ、そこにはK3ら加害少年7人と、高校生を含む少女4人がいた。Uはその場から逃げ出したが、K3らは約300 m追いかけて捕まえた。判決文によればK3は同日未明、同町原中牟田（現：久留米市城島町原中牟田）の路上で配下の6人に指示し、Uの腕・脚・胸などを木刀で殴らせた。Uは逃げようとしたが、用水路（幅約20 m、水深3 m）に転落して水死した。事件当時の報道によれば、7人はUに木刀を差し出して助けようとしたが、助けられなかったという。また逮捕された少年らは、Uは木刀で殴りかかられたところ、身を捩って避けようとした際に水路に転落し、約1時間半探したものの、暗くて発見できなかったという旨を供述していた。一方で6人は警察や消防に通報することなく逃走しており、地元民は「この辺りでは、だれかがクリークに落ちたら必死で大声を出す」「お年寄りでさえ自分で助けようと水に入ることもあるのに〔6人がUを見捨てて帰ったことは〕信じられない」と証言している。また事件後、K3は共犯の少年たちに対し「言うなよ」「黙っておけ」「（事件を）話したらただではおかないぞ」などと脅し、犯行を口止めしていた。
同月28日、同町江上本の農業用水路の水門付近でUの水死体が発見された。現場はU宅から約20 km近く離れていたが、現場付近にはUの車やバイクが見当たらなかったことや、Uには自殺するような動機が見当たらないこと、発見時にUが財布や携帯電話を身に着けたままだったこと、発見数日前には現場付近でUを含む複数の男性が目撃されていたことといった不審点から、県警はUが事件に巻き込まれたものと見て捜査していた。その後、K3は県警に出頭し、同年10月30日、共犯5人とともに県警少年課と城島警察署によって傷害致死容疑で逮捕された。
なお、この事件後、水面下で捜査が進んでいた時期にはK2が同年6月、10月と2回にわたり自殺未遂事件を起こしている。1回目（6月）は深夜、K2が市内の海水浴場の沖合60 mの鉄塔にしがみついているところを釣り人に発見されており、2回目（10月）には同じ海水浴場付近の岸壁から車ごと海に転落していた。

##### 実刑判決
K3は共犯の少年6人とともに同年11月20日、福岡地検久留米支部から傷害致死容疑で福岡家裁久留米支部へ送致され、同家裁支部（大原英雄裁判官）で行われた少年審判の結果、地検支部へ逆送致された。そして同年12月22日、地検支部から福岡地裁久留米支部へ起訴された。逮捕された当時について、K3は「被害者 (U) が夢に出てきて耐えられなくなって自首した」と振り返っているが、その一方で同事件後にも「人を殺すのは楽勝。慣れとる」という脅し文句を使うこともあった。
同事件の公判でK3は起訴事実を全面的に認め、謝罪の言葉を口にしていた。2001年（平成13年）6月26日、K3は福岡地裁久留米支部（大原英雄裁判長）で懲役3年6月（求刑：懲役5年）の実刑判決を言い渡された。同地裁支部は判決理由で結果の重大性を指摘し、「前途ある命を奪った悪質な犯行」と位置づけた。その上でK3に不利な情状として、容赦なく悪質な犯行態様（無抵抗で逃げ惑う被害者Uを追い掛けるなど）、情状の悪さ（犯行後に口裏合わせをするなど）、K3が主犯であるにもかかわらず被害者遺族への慰謝の措置をしていないことを指摘した一方、有利な情状としては「被害者 (U) が被告人 (K3) の好意を大なしにして職場を放棄し、その後も被告人を無視する態度に出て被告人を憤激させたことは一定の非難を免れないところではある」「被告人らは被害者の水路転落を意図していたものではない」と判示したほか、K3が反省していることも指摘していた。
当時のK3の弁護人は、当時のK3の態度・人物像について「反省は本物だと感じた。根は優しいが、暴力団関係の家に生まれて虚勢を張るしかなかったのだろう」と語っている。K3は刑務所から遺族宛に送った手紙で「真面目にやって賠償していく」と書いていたが、出所後は支払い命令が出た賠償金を全く払っていなかった。一方、共犯6人の家族はそれぞれUの遺族に謝罪している。
また、K1は判決前日に勾留中のK3と面会して「助けてやれんでごめんやったね」と言って涙を流していた。K2は知人たちを回って減刑嘆願の署名を集めており、判決後には「あの子は友人の身代わりになって逮捕された。罪をかぶっただけ。本当は優しい子」と発言していたが、その発言を覚えていた被害者A1の妹は事件後に「身内に甘すぎる」と憤慨していた。鈴木はK3が後に4人殺害事件で、簡単にK4を犯行に引き込み、自らは手を汚さずにK4に殺人の実行役を担わせていた理由について、この傷害致死事件の経験から「人を殺しても、年が若ければたいした懲役にはならない」と誤解していた可能性を指摘している。

#### 出所後
K3は2003年12月に刑務所を仮出獄すると、北村組の上部団体に当たる村上一家村上会の預かりとなって暴力団組員の行儀見習いをしており、刑執行終了後間もなくして一連の犯行におよんだ。犯行は仮釈放から9か月後のことだった。このころ、K3は暴走族の相談役存在として集会に顔を出していたほか、工事現場に人夫を派遣するなどして収入を得ていたが、実家と同じく金に困っていた。
同年春ごろ、K1は近隣住民に対し「息子が戻ってきて家の人間が増えましたよ」と話していた。またK3自身は外傷性腰椎症に罹患しており、その治療のためK4とともに市内の病院に通院していたが、看護師らに対し「自分は組員だ。いずれ入れ墨を入れる」などと話していた。K3は同年6月から7月ごろに実家を離れ、7月からアパートに入居していたが、その際には各部屋に洗剤を持って入居の挨拶をしていた。
K3の事件当時の住居は、「宮の西ハイツ」（大牟田市大字白銀776番地1：座標）である。K4の公判における供述によれば、K4は9月16日23時45分以降、K3が運転するプレジデントに同乗して大牟田市立総合病院に入院していた北村組の兄貴分の病室に預けていた女性を迎えに行き、彼女を後部座席に乗せて「宮の西ハイツ」まで行き、そこでK4と女性は降りた。その後、K3はプレジデントを運転して内妻を迎えに行き、9月17日0時30分には内妻がいた高田町のパチンコ店「ワンダーランド」にいた。またK4本人は手記で、A3の死体を遺棄した後、病院で自身の交際相手である女性を拾い、途中コンビニで買物をしてからK3の家で彼女と2人で下車し、K3は内妻を迎えに行った。その後、自分たちはホットケーキを作り、出来上がったころにK3が内妻を連れて帰ってきた――と述べている。

### 次男K4
男K4は1984年（昭和59年）6月9日生まれ。K1・K2夫婦の次男かつK3の弟だが、戸籍上はK4がK1の長男かつ第二子である。事件当時は20歳3か月。K3の実弟。本名のイニシャルは兄K3と同じくK・T。2011年10月21日に死刑が確定し、2022年9月27日時点で、死刑確定者として母親K2とともに福岡拘置所に収監されている（現在41歳、死刑確定から13年8か月と23日経過）。死刑確定前に養子縁組を行い、「K」から「I」姓に改姓している（後述）。
K4は第一審の公判で度々ヤクザ論を語っており、控訴審でも初公判における人定質問で、裁判長から職業を尋ねられた際に「ヤクザです」と答えている。

#### 少年時代
K4は「親分の息子」として甘やかされて育ち、自身も組長の息子であることを傘に着て横柄に振る舞ったため、保育園でも友達ができず、兄弟たちからも一番嫌われていたと手記で語っている。また、体が大きいこともあって思い通りにいかないとすぐに暴力で解決してきたため、対人関係や人付き合いが苦手であることを告白している。大牟田市内の小学校を経て、2000年に市立米生中学校を卒業したが、中学時代は授業を真面目に受けなかったり、教師に反抗したりなどしていたため、関係者からの評判は芳しくなく、不良仲間とつるんで「米生連合」と称し、バイクを乗り回していたという証言もされている。本人も手記で、小中学校時代は不良たちからも嫌われており、中学時代には窃盗や喧嘩、傷害、強盗、強姦（輪姦）などの非行を繰り返していたが、後述する18歳の終わりまでは事件が表沙汰になりそうになるといつも父K1たちが手を回してくれたことから、一度も逮捕・補導されなかったと語っている。
K4の幼馴染である男性は、K4は小学生時代、父親が組幹部であることを理由にいじめられていたこともあったが、それを目撃したK1が怒鳴りつけて以来、いじめはなくなり、次第に不良グループの中心的存在になっていったと証言している。また同級生の親も、K4が学校でいじめられていることを知ったK2が、若い衆を2、3人授業参観に連れてきたことがあると証言している。鈴木によれば、K4は不良たちからは「キレると何をしでかすかわからない」という共通認識を持たれていた一方、弱い者には強く、強い者（暴力団など）には下手に出たり、暴力団の幹部たちには必要以上にへりくだったりしていたため、地元の暴力団員たちの評判はさほど悪くないという。またK2やK4の姉、北村組の舎弟としてK4の幼少期を知る人物や友人らにより、「家族（兄弟）の中で一番優しい性格だったが、中学校入学のころから粗暴になっていった」「体の弱い子や学校でいじめられている子など、弱点を持った子には比較的優しく接していたことから慕われていた」という証言もなされている。K3も逮捕前に『西日本新聞』の取材を受けた際、K4は兄弟の中で一番優しく、K2が交通事故に遭った際には真っ先に人工呼吸をして助けたことがあると証言している。
近隣住民によれば、K4は自分たちとすれ違う際に「クソババア」と罵ってきたり、店の商品をいたずらして店主に注意されるとそれに逆上して「ジジイ、ぶっ殺すぞ。オレは北村組だ」と恫喝してきたこともあったと証言している。鈴木はK4の反社会的な人格（『親分の命令」ならば殺人も肯定するなど）が形成された背景について、自宅が組事務所になっているという暴力団と馴染みの深い生育環境（前述）に加え、暴力との親和性が高い炭鉱街であった大牟田の地域コミュニティが影響している可能性を指摘している。
一方でK4は暴力団組長の父K1の下で育ったことから、小学生のころから組所属の彫師から入れ墨の下絵を教わるなどしており、中学生時代には先輩や後輩からの頼みで刺青を彫るなどしていた。

#### 力士時代
K4は小学生時代、相撲大会に出場したことがある。
2000年（平成12年）3月に中学校を卒業。その後、同年4月下旬には両親の知人からの勧めで松ヶ根部屋を見学し、部屋の雰囲気が気に入ったことからそのまま入門、同月25日の新弟子検査に合格した。入門当時は身長173 cm、体重142 kgだった。また、当時の親方は若嶋津（元大関）で、女将は若嶋津の妻である高田みづえだった。K4は高田に対し、兄が早々に廃業したことを語り、高田から「お兄さんのようにならないでね」と励まされると「やめません」と答えていた。当時はまだ本格的な相撲経験はなかったが、巨体ながら体が柔らかく、本人は「やるからには頂点を目指したい」と意気込んでいたほか、親方も「一生懸命だし、楽しみな存在」と期待を寄せていた。また母校である米生中の校長室にはこのころ、K4が親方夫婦や部屋の力士たちとともに写っている写真が飾ってあったという。
入門当時の四股名は兄K3と同じ「I」（母親の旧姓）で、初土俵は同年5月、夏場所の前相撲だった。同年の名古屋場所で、東序ノ口41枚目として土俵を踏み、9月場所以降は四股名を「三池山」（みいけざん）に改めた。この四股名は地元の地名に由来するもので、2001年（平成13年）の春場所では、東序ノ口26枚目として4勝3敗の戦績を残した。同場所10日目（同年3月20日）の取組では、安馬（後の横綱・日馬富士）と対戦して上手出し投げで敗れている。
同年の5月場所では西序二段108枚目に昇進したが、これが番付最高位で、それ以上は芽が出なかった。同場所は2勝5敗に終わり、同年7月場所では西序ノ口4枚目に降格。同場所および秋場所（西序ノ口12枚目）は3勝4敗8休の成績で、九州場所（東序ノ口15枚目）は全休した。同場所後の同年11月28日付で力士を引退し、大牟田に帰郷した。通算成績は21勝35敗7休。
部屋関係者は事件後、K4について「筋がよくなかったのでやめさせた」と語っている。一方、『産経新聞』ではK4が自ら引退を申し出たと報じている。K4本人は鈴木智彦宛の手記で、相撲部屋では親方や兄弟子たちからよく世話をしてもらっており、後に獄中生活を送るようになってからも兄弟弟子たちとの付き合いが続いていると述べている。その上で引退の理由については、引退した九州場所の際に首や腰を怪我し、それに加えて伯母の死や兄K3の傷害致死事件（前述）が重なったこと、そして自身の甘えが引退を後押ししたと述べている。
一方で小野一光に対しては、面会の席で度々「自分の凶暴性は相撲部屋時代に身に付いたもの」などと語り、2009年（平成21年）1月19日付で送った小野宛の手記では、2000年10月ごろから2001年5月ごろにかけ、松ヶ根部屋の兄弟子3人（それぞれ当時十両、序二段、序ノ口）とともに大麻やMDMA、LSDなどといった違法薬物を乱用していたことも明かしていた。また、所属当時の松ヶ根部屋では兄弟子たちによる（自身を含めた）未成年の弟弟子への飲酒強要や暴力行為、賭博などが横行していたとも証言している。一方で名指しされた兄弟子（当時十両）は小野の取材に対し、大麻吸引の事実を否定した上で、K4（三池山）が当時常習的に喫煙していたこと、また何かあるとすぐに「俺の親父はヤクザや」と凄んで暴力沙汰を繰り返していたことを証言した上で、K4は自分たちから制裁されていたことを逆恨みしているのだろうと述べている。

#### 力士廃業後
K4は18歳だった2003年4月、暴力行為等処罰に関する法律違反、覚せい剤取締法違反、大麻取締法違反、器物損壊の4つの罪で中等少年院送致の保護処分を受けた。主な非行事実は覚せい剤取締法・大麻取締法違反で、同処分を受けた時点で、K4は「深刻な反社会性や無軌道な粗暴性や暴力団に対するあこがれといった問題点がある」と指摘されていた。
友人によればK4は帰郷後、兄K3が入っていた「魔導神」という暴走族に入り、昼間は仲間たちと屯し、夜はバイクを乗り回すという生活を送っていた。また本人の手記によれば廃業後、大牟田に帰郷してからは実家の会社で鳶職として半年弱働いたが、首と腰の具合が悪かったことや、17歳になることから単車の免許を取ることを決め、退職した。その後、被害者A2らとともに「族・神鬼狼（ぞく・しんきろう）」という暴走族を結成し、愚連隊のように過ごしていたが、やがて「気持ちを切り替えようと」父K1の北村組に入り、組の準構成員として過ごした。未成年者を組員登録すると児童福祉法に抵触するため、形式上は見習い（準構成員）として扱われていたが、実質は正式な組員と変わらない生活をしていた。地元の暴走族の1人は、自身の知り合いが深夜、三池港近くの公園でK4に両手首を縛られて車で引きずり回されたことや、K4のグループがよく女性を輪姦していたということを証言している。また地元住民や友人からは、よく「女とホテルで寝てきた」「おじちゃん、中学生の女を紹介しようか？」「毎日違う女と寝ている」などと自慢していたことも証言されている。一方、事件当時K4と交際しており、事件後にK4からの頼みを受けて小野一光が取材した少女（小野と出会った当時は17歳）はK4と出会ったきっかけについて、無理矢理車に乗せられて強姦されたことであったが、その後車で色々な場所に連れて行ってもらったり、食事を奢ってもらったりしたことで好意を抱き、交際に至ったと述べている。
その後、わがままな性格や遊び癖が治らなかったことから、父K1に怒られたり対立したりするようになり、最終的には他組織の大親分（K1の兄弟分の組長）に部屋住みとして約1年間預けられた。部屋済みを終えて北村組に帰ると、18歳になったK4は上部組織の本部当直や、総長宅の本家当直を務めるようになったが、このころには女子中高生の売春チームとともにシノギとして、K1には内緒で覚醒剤などの密売（暴走族時代に始めていた）を行っていた。薬物売買をシノギとしている暴力団でも、自分たちで薬物を使用することは「御法度」とされているため、以前にもそれが発覚して銃や刃物沙汰になったことがあったが、表向きのシノギ（テキ屋の射的、車売り、違法売買など）より儲かるという理由で、K4はシノギとして薬物売買を行っていた。また、このころには「初めて心から惚れ、愛した」女性ができ、彼女とともに真面目に暮らすため、カタギになることも考えたという。しかしそのころ、福岡県警がK4の関係者のところへ家宅捜索に入り、覚醒剤や大麻を押収したため、誰かが身代わり出頭せざるを得なくなったことから、K4は父親の希望や、暴力団世界の仁義関係から自らが身代わりになることを決意した。K4は出頭前に一暴れしようと考え、仲間たちとともに一夜で大牟田近辺の交番などを49軒襲撃したり、自転車の通行人を故意にひき逃げしたりなどの事件を起こし、18歳の終わりに初めて逮捕されてから何回か再逮捕される。K4は一連の事件について、第一審の第23回公判でそれぞれ以下のように述べている。
この結果、K4は彼女とも別れることになり、大分少年院に送致されたが、そこでも喧嘩や職員への暴力沙汰を繰り返し、常に独居房での単独処遇を受けていたと語っている。一方で在院時代には、当時孤立していた少年に声をかけるなどして優しくしたことで彼と親友になり、彼が自分より遅れて退院した際には、先に退院した自分が前日に交通事故で負傷して大変な状況であったにもかかわらず、出迎えに行ったこともあった。事件後、K4は彼が事件を起こして福岡拘置所にいることを知り、頻繁に手紙のやり取りをしていた。また少年鑑別所技官は、K4は「暴力団の組長である父親や、建設会社を切り盛りする母親に対して、畏怖または畏敬の念を抱いていた」と分析している。
逮捕から約1年半後の2004年5月6日、K4は大分少年院を退院して実家に帰った。その直後、K4は北村組に加入しており、友人に対し「将来組長になる」と言って暴力団に入るよう勧誘もしていた。犯行は仮退院から約4か月後のことだった。

#### 外部との交流
K4は上告中の2008年5月30日付で書いた手記を、『実話マッドマックス』編集部宛に送っていた。鈴木はK1一家と関係のあった暴力団員や地元の関係者から取材を重ね、その取材内容を手記に加筆した上で、同誌2008年8月号から2010年1月号まで「我が人殺し半生」と銘打った記事を連載していた。その連載中に記事内容をめぐってK4本人から抗議がなされたため、鈴木は福岡拘置所でK4と面会して、その後も数回にわたってK4と記事内容に関する打ち合わせを行っている。K4は鈴木に記事を出させるにあたり、共犯者（両親と兄K3）のことは書かないこと、また家族に面会・取材しないことを条件として挙げていたが、事件を取り上げる上で前者について割愛すると不自然な内容になるため、前者については鈴木との交渉を経て「事件の経過を説明する最低限だけは認める」と条件を緩和している。鈴木は2010年、前述の連載内容をまとめた単行本『我が一家全員死刑』をコアマガジンから出版している（#事件を題材とした作品、「参考文献」節も参照）。
鈴木はK4が事件後、積極的にマスコミと接触して自身の事件などについて語ってきた理由について、K1一家が上部団体から見放され、面会や差し入れがなされなくなっている（前述）ことから、獄中生活を送る間に購入する菓子・はがき・日用品などの代金を稼ぐため、その役目を一手に引き受けたK4が執筆によって得た原稿料を家族に分け与えているためだと評している。鈴木はその点からK4を「どこまでも家族思いの息子」「我々と変わらぬ人間らしい感情はふんだんに持っている」と評しつつ、自身が面会した際の印象から「実直な青年に見えた」とも評している一方、「家族が生きるためなら、他人の生命さえ奪ってもかまわない」という反社会的な価値観も併せ持っていることを指摘している。K4は福岡拘置所で鈴木と面会した際、被害者たちへの謝罪の念について問われると以下のように返答している。
また、K4は死刑確定まで小野一光とも面会や文通などの交流を続けていた。小野は事件直後から週刊誌（『FRIDAY』、参考文献も参照）にこの事件の取材記事を掲載しており、第一審の初公判や論告求刑公判といった節目となる公判も傍聴していた。K2・K4への判決公判を5日後に控えた2006年10月12日、小野は福岡拘置所でK4と初めて面会したが、これはK4が弁護士を通じて、先述の週刊誌編集部に「話したいことがある」と連絡してきたために実現したものだった。K4は当初、小野を威嚇するような言動を取っていたが、小野は冷静にK4の言い分を聞き出そうとし、その後も死刑が確定するまで面会などの交流を続けた。小野はその過程で、K4の希望する物品（暴力団関連の記事を掲載した雑誌、衣類など）を差し入れたり、K4が彫師を目指していることを聞いて彼が描いていた刺青の下絵を雑誌に掲載するよう掛け合ったりもしている。また、小野は事件前からK4を恐れていた大牟田市内の不良少年たち、K4を取り調べた福岡県警の刑事、控訴審・上告審でK4の弁護人を担当した弁護士の松井仁、そして被害者遺族であるBの母親といった事件の関係者たちを取材している。
K4は小野に対し、殺害を実行していた際の自身の心理について、腕に留まった蚊を叩き殺すようなものであると説明していた。小野は面会室では親身になってK4から言い分を聞き出した一方、自身が執筆した雑誌記事では「犯行を反省しているような素振り」「身勝手な主張」などといった厳しい言葉で犯行を批判することも、K4に断りを入れて了承を得ており、面会を続けるうちに、K4からは「小野さん」から「一光さん」と下の名前で呼ばれるようになっていた。またK4からの依頼を受け、事件前にK4と交際していた少女や、同じく福岡拘置所に収監されていた母K2とも面会しており、同時にK4から託されたK2の手記も雑誌記事にしている。最後の面会は上告棄却判決後の2011年10月（死刑が正式に確定し、親族など以外と面会できなくなる期日の直前）であったが、K4はその際にも将来やりたいこと（弁護士の協力を得て雑誌を制作することなど）を語っており、面会終了時には目に涙を浮かべながら小野に深々と礼をしていた。小野は当時の出来事について、凶悪犯との別れに胸が締め付けられるという経験は初めてだったと述べている。死刑確定後はK4との面会や当人同士の直接の文通はできなくなったが、その後も小野宛には代理人を通じてK4からの暑中見舞いや年賀状が送られているという。
K4は小野宛の手記で、組長でもある父K1を「親父」、母K2を「姐」とそれぞれ呼んだ上で、2人とも被害者4人のうち1人 (A3) の殺害に関与していないことや、K2は殺害の実行行為に加担していないことを理由に、いずれも無期懲役刑が相当であると主張していた。一方で兄K3については「今件一番の原因」「全ての元凶」と位置づけ、「極道、一侠としてのクズ」「天地無用の不義理者」と激しい非難の言葉を並べた上で、自身とともに死刑になるべきだと主張していた。ただし、死刑確定後の2014年にはK4がK3の再審請求を支援しようとしていたことが判明している（後述）。
また、被害者4人のうちA2・A3兄弟やBに対しては謝罪の意思があることを表明していた一方、「まだ謝りたくない相手もおる」として、A1に対する謝罪の言葉は書いていなかった。その後、2011年の上告審判決後には小野宛の手紙で、自らが死刑に処されることは相応だと思っており、死に対する恐怖心はない旨を述べた上で、締めくくりに「事件、己の行いに後悔はないが、我が手に掛けて殺めた被害者四名へ、今ここに心より手を合わせたい思いです。合掌。」と綴っている。
死刑確定直前の2011年10月に福岡拘置所でK4と面会した岸達也（『毎日新聞』記者）は、K4の生育環境が暴力団と身近なものだったことに言及し、仮に生育環境が違えば事件を起こさなかったのではないかと指摘している。

## 死刑確定後

### 福島瑞穂が実施したアンケートに対する回答
2011年6月20日 - 8月31日に福島瑞穂（参議院議員）が、死刑確定者120人（2011年6月20日時点）を対象に実施したアンケートに対し、K2とK4（ともに福岡拘置所在監）の2人が回答している。K2は死刑執行は受け入れるつもりでいるものの、身辺整理や心の準備のために執行の予告を希望するという旨や、死刑確定後に夫K1と息子K3がそれぞれ広島拘置所や大阪拘置所に移送され、自身も処遇が厳しくなった（それまで特別に認められていた次男K4との金品のやり取りができなくなった）ことを訴えている。一方でK4は、外部交通権や親族権が認められなかったり、拘置所によって再審請求費用を工面するために行っている文書・図画の執筆や発表など（K4曰く「社会的職務」）を禁じられていることなどを訴え、以下のように述べている。
2012年9月から11月にも、福島は死刑確定者全133人を対象としたアンケートを実施し、先述の2人に加え、K3（大阪拘置所在監）含む78人が回答を寄せている。K4は前年と同様、拘置所から親族や再審請求のための弁護人も含めて外部交通権を厳しく制限されていることを訴えたほか、絞首刑に代わる死刑執行方法として、「薬物注射、自害（切腹、銃自害）など本人に選ばせるとよい」と回答しており、K2は死刑制度について「私は賛成とも反対とも言えません」と前置きした上で、以下のように回答している。
またK3は、1日に何回も死刑を執行される夢を見て起きる毎日が続いていることや、東日本大震災の被災地住民たちの境遇を考えれば、「自分が3食毎日食べていいのか」という悩みを有していることを訴えている。
2015年（平成27年）に「死刑廃止国際条約の批准を求めるフォーラム90」と福島が、死刑確定者127人を対象に実施したアンケートに対しても、先述の3人が回答を寄せている。回答の要旨は以下の通りである。
- K2 - 外に残してきた息子（三男）が同年1月8日に自殺した。そのショックで自身も自殺を考えたが、長男 (K3) ・次男 (K4) ・夫 (K1) ・娘から便りを受け取り、もう少ししっかり頑張って生きてみようと思った[118]。
- K3 - 現在、両親 (K1・K2) と弟 (K4) が自分の無実を訴え、支援者もつけずに自費で再審請求を行っているが、資金に困っている。死刑囚に弁護人の支援をしてほしい。また、検察が押収証拠品を開示しないので、我々死刑囚にも証拠リスト一式を開示させる法律がほしい。死刑囚は外部に声を発信する機会がないので、アンケートはもっと短い間隔で行ってほしい[658]。
- K4 - 外部交通権を不当または違法に厳しく制限されるなど、施設の処遇が著しく悪化している。死刑確定者は刑の執行だけが「罰」であり、執行までの間は受刑罰ではないので、制限を緩和すべきである[659]。

### K4の養子縁組
K4は第一審判決を言い渡される直前から、刺青の彫師になりたいと話しており、小野を通じて自身が手掛けていた刺青の下絵を雑誌で公開してもらったり、刺青の下絵画集などを自費出版で発売したりといった活動をしていた。後者の画集は、それまでに描いた刺青の下絵100枚のうち80枚をまとめたもので、弁護人の松井仁と共同で制作したものである。同書は2007年秋に『証』という書名で上梓され、5,500円の寄付をした人物に配布されていた。K4は同書に以下のような序文を寄せている。
またK4は2009年 - 2011年にかけ、画集出版などに協力した弁護人の協力を得た上で、彫師としての活動がきっかけで知り合った人物3人と養子縁組を行っている。
K4は上告中、自身と同い年である東海地方出身の男性・甲（ただし、誕生日はK4より後）から連絡を寄せられた。甲は刺青の彫師になることを希望していたことからK4と知り合いになり、やがてK4に弟子入りし、2009年8月14日付で、K4と甲は養子縁組した。この時は甲の方がK4より年少だったため、甲がK4の養子となって「K」姓に改姓している。この養子縁組は、K4と甲が互いの師弟関係を深めることを目的に行ったものだったが、甲は同年12月にK4の戸籍を離れて別の人物と養子縁組した。なお、甲は後に懲役3年6月の実刑判決を受け、2021年（令和3年）1月時点では東海地方の刑務所に服役していた。
この後、K4は2010年（平成22年）4月28日付で、関西出身の男性・乙（当時33歳）と養子縁組し、乙と同じ姓に改姓した。後述の養子縁組を行う前の2011年4月時点では、K4はイニシャル「H」姓を名乗っていた。乙は当時、刑務所に服役していたが、出所後に彫師になることを志して刺青の勉強をしていたところ、K4の自費出版した本を購入したことで知り合い、それ以降信書などを通じて、福岡拘置所にいたK4と刺青などについて意見交換するとともに、オリジナル商品などの作成・販売事業確立のために協力しており、互いに精神的なつながりを求めて養子縁組を行ったものである。しかしこの養子縁組を行った直後、乙の服役していた刑務所はK4を「外部交通禁止者」に指定し、それ以降はK4と乙の間での手紙のやり取りはできなくなった。乙は2023年1月時点で、関東地方の刑務所に服役中である。
2011年6月15日、K4は彫師の一門の師匠である関西出身の男性・丙（当時36歳）と養子縁組し、丙と同じ姓に改姓した。この姓が、上告審の公判が開かれた時点および死刑確定後である2018年（平成30年）時点の姓「I」である。この養子縁組により、K4はそれまでの養父だった乙の戸籍を離れることとなったが、甲や乙との「養縁親族」としての関係は、それぞれ籍を離れても維持されている。丙は養子縁組した当時、関西の刑務所に服役していたが、その後は出所したという。

#### 国家賠償請求訴訟
福岡県弁護士会は2018年2月22日付で福岡拘置所に対し、K4が養親ら宛に信書を送付することを福岡拘置所側が不許可としたことを不当として、それらを不許可にしないよう勧告した。
この勧告は、K4が福岡県弁護士会に人権救済を申し立てたことから出されたもので、勧告書によればK4は死刑確定後の2011年11月中旬ごろ、面会および信書の発受が予想される人物として、養父乙とその母、養父丙、養子甲の計4人を「親族」として福岡拘置所へ届け出た。しかし福岡拘置所は、K4と彼ら4人との養子縁組は外部交通の確保が目的であると判断し、2012年1月12日、4人を親族として取り扱わないことをK4に告知した。
K4は先述の4人宛にそれぞれ信書の発信許可を出したが、福岡拘置所は同年11月1日、それらすべてを不許可とすることをK4に告知した。またK4はそれら以外にも、兄K3に対する大阪拘置所の医療行為が不適切であるとして救済を求める大阪弁護士会宛の信書や、自己の処遇に関する相談を目的としたNPO法人監獄人権センター宛の信書を送ろうとしたほか、2014年5月 - 9月には友人・知人ら宛の信書計5通を送ろうとしたが、いずれも不許可とされている。K4は2014年11月17日にも兄K3の再審請求を支援するため、訴訟の証拠品として雑誌2冊（『実話ドキュメント』『実話ナックルズ』）をK3宛に宅下げするよう福岡拘置所に申請したが、同月21日付で不許可とされた。勧告書は、K4と各人物との養子縁組は適法に成立したものである以上、福岡拘置所が十分な調査を行わずに甲らを「親族ではない」と判断して外部交通権を否定したことは、養子縁組の有効性まで否定する法の「僭脱」的な行為であり、刑事収容施設法に違反するだけでなく、信書発信の自由を不当に制約する重大な人権侵害であるとしており、その他の福岡拘置所側の対応についても刑事収容施設法に違反するものと批判している。
またK4はこれらの対応のうち、養親や養子計3人（養親である乙および丙、養子である甲）への信書発信を不許可としたことを不服として、2020年（令和2年）7月27日付で福岡地裁へ国家賠償等請求訴訟を起こした。審理を担当する裁判長は林史高で、請求内容は慰謝料約150万円などである。2023年（令和5年）11月22日には担当裁判官や原告 (K4) 側・被告（国）側それぞれの代理人が、K4の収監先である福岡拘置所へ出張し、非公開でK4に対し、文通しようとした相手との関係や心境などに関する尋問を実施した。民事訴訟で死刑囚への尋問を行うことは異例とされる。
2024年（令和6年）7月31日、福岡地裁（林史高裁判長）は甲・乙・丙の3人を民法上、K4の「親族」であると認め、彼らへの手紙の発信を「不許可とはできない」と判断したが、原告 (K4) の被告（国）に対する賠償請求は棄却する判決を言い渡した。同地裁はK4が未決勾留中だった2009年以降、3人と入れ墨の下絵の指導などを通して交流を深めていたことを指摘したが、福岡拘置所がK4と彼らの交流の実情を正確に把握することは容易ではなかったとして、制限に違法性はなかったと判断した。被告（国）が控訴したところ、福岡高裁（高瀬順久裁判長）は2025年6月19日、原告K4と3人との関係は「師弟や友人関係」であり、外部との交流を確保するために形式的になされた養子縁組であると判断、原判決を取り消して原告側の請求を全面的に棄却する判決を宣告した。

### 創作活動
K4は逮捕後も逮捕前と同じく刺青の下絵作成を続け、自身の制作した作品が2010年および2012年（平成24年）に「死刑囚表現展」で受賞したり、雑誌で紹介されたりしており、2024年（令和6年）時点でも福岡拘置所内で刺青の下絵制作を続けている。2024年の死刑囚表現展で、K4は前年（2023年）の表現展を観覧した人物からのリクエストに応えて制作した作品や、兄K3と共同制作した作品「Maria」を応募したが、後者の作品はK4との面会を許可されている人物がK4から筋絵（線画）を受け取り、それを大阪拘置所に収監されているK3に差し入れて着色させた上で応募したものであろうと指摘されている。

## その他
被害者Bの母親は事件後、一時は自殺を考えたが、「ただいま」と言って自宅を訪ねてくるBの友人たちに心を救われたと語っている。
この事件が発生する前の2004年8月 - 9月にかけては、加古川7人殺害事件（8月2日発生）、津山小3女児殺害事件（9月3日）、豊明母子4人殺害事件（9月9日）、栃木兄弟誘拐殺人事件（9月12日）、金沢市夫婦強盗殺人事件（9月13日）、長野・愛知4連続強盗殺人事件（9月17日に犯人逮捕）と、日本各地で被害者が大量に上ったり、幼い子供が犠牲になったりする凶悪な殺人事件が短期間に相次いで発生していた。神足裕司 (2004) は、栃木の事件とこの大牟田の事件（ともに犯人が被害者を橋から川に投げ込んで殺害したか、殺害した被害者の遺体を橋から川に遺棄した）について、アダム・スミスの「人間は利己的であるからこそ道徳を育てた」という言葉を引用した上で、「犯人のやったことは虫以下だ。悲しむのは人間だというのに。」と述べている。警察庁は『平成16年の犯罪情勢』で、同年に発生した主な殺人事件の事例として、この大牟田事件と加古川7人殺害事件、豊明母子4人殺害放火事件、長野・愛知4連続強盗殺人事件を挙げている。
また福岡県警は、平成中期を「世間を震撼させた残虐卑劣な凶悪犯罪が連続的に発生した時期」と位置づけた上で、その中でも代表的な事件として北九州監禁殺人事件（2002年）や福岡一家4人殺害事件（2003年）とともに、この大牟田事件を挙げている。大牟田市は2004年末に「今年の十大ニュース」を発表したが、1位には老舗デパート・松屋の閉店、2位には財政再建緊急3か年計画の追加施策や公共施設の見直し方針、職員配置適正化策定など財政再建に向けた取り組み、そして3位に「諏訪川事件」が選ばれている。『西日本新聞』も2004年の福岡県の10大ニュースの1つとして、この大牟田の事件や元中洲ママの保険金殺人など、県内で重大事件が相次いだことを選出している。
この事件は全国から高い関心を集め、東京からも新聞記者だけでなく雑誌・テレビ関係者が数多く大牟田まで取材に駆けつけ、全国で報道された。地元紙の『有明新報』は社説で、この事件が「悪いイメージの大牟田を全国へ向け発信した」と評している。また、この事件の捜査を手掛けた大牟田署の地域課巡査（同年6月に懲戒免職）が同年2月に佐賀県鳥栖市内で起こした小学生女児連れ去り事件とともに、この事件は全国を震撼させ、住民に計り知れない恐怖を与えた事件であると評している。『日刊大牟田』もこの事件について、常識が通じない一家の残忍な犯行が住民を恐怖させ、現職警察官の女児連れ去り事件などとともに、安心して住めるまちづくりへの機運が高まるきっかけとなった事件であると評している。
事件を受けて大牟田署は2004年12月から月1回、校区内にK1一家の住居があった市立駛馬南小学校区で重点的に登下校時のパトロールを行うようになったほか、同校区の住民たちも地域に安全を取り戻そうとの考えから、2005年1月11日に「はやめ南子どもみまもり隊」を結成、児童らの下校時に合わせて月3回のパトロールを行うなどした。同隊はこの4人殺害事件の発生や、全国で相次いだ児童・生徒が犠牲となった事件の発生を受け、保護者や子供たちの不安を軽減しようという狙いから結成されたもので、同年9月末までに同校区を含めて大牟田市内の30校区中27校区で同様の取り組みが行われていたほか、隣接する熊本県荒尾市でも同様の取り組みが行われるようになったと報告されている。

### 事件を題材とした作品
- 鈴木智彦『我が一家全員死刑』（コアマガジン） - 2010年11月に発刊された単行本。著者の鈴木が犯人K4と文通を重ね、K4から送られてきた獄中手記を中心に[694]、事件関係者への取材内容を加筆し、雑誌『実話マッドマックス』（2008年8月号 - 2010年1月号）に連載した記事をまとめた書籍である[618]。コア新書での再刊を経て、映画化に併せて2017年（平成29年）11月7日、小学館から文庫本『全員死刑』として発売された[694]。
  - 『全員死刑』（監督：小林勇貴、プロデューサー：西村喜廣） - 2017年11月18日に公開された映画で、『我が一家全員死刑』を原作としている。主演は間宮祥太朗[695][696]。
- 『殺風景』（作・演出：赤堀雅秋、主演：八乙女光）- 事件を題材にした舞台作品で[697]、2014年5月にシアターコクーンで上映された[698]。作者の赤堀は公開前、事件の舞台となった大牟田へ取材に趣いている[699]。

## 関連リンク
- “三池山”. 松ヶ根部屋公認情報サイト. 2004年8月4日時点のオリジナルよりアーカイブ。2023年5月14日閲覧。 - かつては松ヶ根部屋公認ホームページで、引退力士の1人としてK4（三池山）が紹介されていた[700]。「トップページ」→「力士の紹介」よりアクセス可能。